# 2008年のワールドシリーズ
2008年の野球において、メジャーリーグベースボール（MLB）優勝決定戦の第104回ワールドシリーズ（英語: 104th World Series）は、10月22日から29日にかけて計5試合が開催された。その結果、フィラデルフィア・フィリーズ（ナショナルリーグ）がタンパベイ・レイズ（アメリカンリーグ）を4勝1敗で下し、28年ぶり2回目の優勝を果たした。
第1・2戦は屋根が開閉しないタイプのドーム球場であるトロピカーナ・フィールドで開催された。このような球場でシリーズが行われたのは、1991年以来17年ぶりである。これに対し、第3戦からの3試合は屋根なし球場のシチズンズ・バンク・パークで開催された。その結果、シリーズは雨の影響を受けた。第3戦は試合開始が遅れて史上最も遅い午後10時6分となり、翌日午前1時47分まで続いた。第5戦は6回表終了時点でシリーズ史上初のサスペンデッドゲームとなり、再開までおよそ46時間を要した。シリーズMVPには、第1戦と第5戦に先発登板して計13.0イニングを投げ、1勝0敗・防御率2.77という成績を残したフィリーズのコール・ハメルズが選出された。
今シーズン途中より、MLBでは本塁打に関するプレイに限定してビデオ判定が導入された。ただし今シリーズでは、シリーズ史上初のビデオ判定が行われる機会はなかった。一方、ビデオ判定対象外のプレイでは、のちに審判が自ら誤審を認めることになる判定が第3戦・第4戦の2試合連続であった。

## ワールドシリーズまでの道のり

### 両チームの2008年
10月15日にまずナショナルリーグでフィリーズ（東地区）が、そして19日にはアメリカンリーグでレイズ（東地区）が、それぞれリーグ優勝を決めてワールドシリーズへ駒を進めた。

### ホームフィールド・アドバンテージ
7月15日にニューヨーク州ニューヨークのヤンキー・スタジアムで開催されたオールスターゲームは、アメリカンリーグがナショナルリーグに4－3で勝利した。この結果、ワールドシリーズの第1・2・6・7戦を本拠地で開催できる "ホームフィールド・アドバンテージ" は、アメリカンリーグ優勝チームに与えられることになった。このオールスターには、フィリーズからは投手はブラッド・リッジ、野手はチェイス・アトリーが選出された。一方のレイズからは、投手はスコット・カズミアー、野手はディオナー・ナバーロとエバン・ロンゴリアの計3人が名を連ねた。
試合はナショナルリーグの1点リードで迎えた8回裏、二死二塁でロンゴリアがビリー・ワグナーから適時二塁打を放って同点とし、延長戦に突入した。14回終了時点でも3－3の同点のまま、アメリカンリーグではカズミアーが、ナショナルリーグではリッジが、それぞれ登板可能投手のなかで最後に残った。カズミアーが2日前の試合で104球を投じていたため、アメリカンリーグ監督のテリー・フランコーナに対しレイズは登板回避を要請していたが、他に投手がいなくなりフランコーナはやむなくカズミアーを15回表のマウンドへ送った。カズミアーはナショナルリーグ打線に勝ち越し点を許さず、その裏にはリッジがマウンドに上がった。リッジは9回以降の毎イニングで登板に備えて肩を作っており、シーズン中は出番前に1度しかしない肩作りをこの日は7度もしていた。一死一塁の場面ではリッジとナバーロの対戦があり、ナバーロが中前打を放って好機を広げた。その後、リッジは一死満塁からマイケル・ヤングに犠牲フライを打たれ、サヨナラ負けを喫した。この結果、カズミアーが勝利投手となり、一方のリッジは敗戦投手となった。
アドバンテージについてカズミアーは、ロンゴリアやナバーロと話をしていて頭の片隅で意識はしていたという。15回裏を終えても決着がつかなかった場合、カズミアー自身はもう1イニングは投げられたというものの、指名打者ロンゴリアや右翼手J.D.ドリューなどは自らがマウンドを引き継ぐことも想定していた。野手の登板について、リッジは「自分はシーズン中は1イニング限定の起用が多かったから、どこまで投げ続けられるかわからなかった。ただ、ワールドシリーズのアドバンテージがかかる試合で野手を投げさせたい人がいないのはわかる」と述べた。アドバンテージをオールスターゲームの結果で決めるようになった2003年以降、オールスターゲームの敗戦投手がその年のワールドシリーズに出場するのは今回が初めてである。リッジは、アドバンテージがフィリーズにないことについて「今年のうちは敵地でもよく戦えていたから、それがシリーズでも続いてくれるといいんだけど」と話している。

## 両チームの過去の対戦
レイズは1998年に "タンパベイ・デビルレイズ" として創設された。レギュラーシーズン中のインターリーグでデビルレイズとフィリーズは、同年から2001年までの4年間と2006年に3試合ずつ、計15試合で対戦しており、デビルレイズが10勝5敗で勝ち越している。直近の対戦は2006年6月にフィリーズの本拠地シチズンズ・バンク・パークで3連戦が行われ、デビルレイズが2勝1敗で勝ち越した。

## 試合結果
2008年のワールドシリーズは10月22日に開幕し、途中に移動日と雨天中断を挟んで8日間で5試合が行われた。日程・結果は以下の通り。
| 日付                                                         | 試合  | ビジター球団（先攻）         | スコア                      | ホーム球団（後攻）           | 開催球場                   | 開催球場                                           |
| ------------------------------------------------------------ | ----- | ---------------------------- | --------------------------- | ---------------------------- | -------------------------- | -------------------------------------------------- |
| 10月22日（水）                                               | 第1戦 | フィラデルフィア・フィリーズ | 3－2                        | タンパベイ・レイズ           | トロピカーナ・フィールド   | トロピカーナ・フィールドシチズンズ・バンク・パーク |
| 10月23日（木）                                               | 第2戦 | フィラデルフィア・フィリーズ | 2－4                        | タンパベイ・レイズ           | トロピカーナ・フィールド   | トロピカーナ・フィールドシチズンズ・バンク・パーク |
| 10月24日（金）                                               |       | 移動日                       | 移動日                      | 移動日                       |                            | トロピカーナ・フィールドシチズンズ・バンク・パーク |
| 10月25日（土）                                               | 第3戦 | タンパベイ・レイズ           | 4－5x                       | フィラデルフィア・フィリーズ | シチズンズ・バンク・パーク | トロピカーナ・フィールドシチズンズ・バンク・パーク |
| 10月26日（日）                                               | 第4戦 | タンパベイ・レイズ           | 2－10                       | フィラデルフィア・フィリーズ | シチズンズ・バンク・パーク | トロピカーナ・フィールドシチズンズ・バンク・パーク |
| 10月27日（月）                                               | 第5戦 | 6回表終了後に降雨のため中断  | 6回表終了後に降雨のため中断 | 6回表終了後に降雨のため中断  | シチズンズ・バンク・パーク | トロピカーナ・フィールドシチズンズ・バンク・パーク |
| 10月28日（火）                                               | 第5戦 | 6回表終了後に降雨のため中断  | 6回表終了後に降雨のため中断 | 6回表終了後に降雨のため中断  | シチズンズ・バンク・パーク | トロピカーナ・フィールドシチズンズ・バンク・パーク |
| 10月29日（水）                                               | 第5戦 | タンパベイ・レイズ           | 3－4                        | フィラデルフィア・フィリーズ | シチズンズ・バンク・パーク | トロピカーナ・フィールドシチズンズ・バンク・パーク |
| 優勝：フィラデルフィア・フィリーズ（4勝1敗 / 28年ぶり2度目） |       |                              |                             |                              |                            | トロピカーナ・フィールドシチズンズ・バンク・パーク |

### 第1戦 10月22日
- トロピカーナ・フィールド（フロリダ州セントピーターズバーグ）

|                              | 1 | 2 | 3 | 4 | 5 | 6 | 7 | 8 | 9 | R | H | E |
| ---------------------------- | - | - | - | - | - | - | - | - | - | - | - | - |
| フィラデルフィア・フィリーズ | 2 | 0 | 0 | 1 | 0 | 0 | 0 | 0 | 0 | 3 | 8 | 1 |
| タンパベイ・レイズ           | 0 | 0 | 0 | 1 | 1 | 0 | 0 | 0 | 0 | 2 | 5 | 1 |

1. 勝利：コール・ハメルズ（1勝）
2. セーブ：ブラッド・リッジ（1S）
3. 敗戦：スコット・カズミアー（1敗）
4. 本塁打
PHI：チェイス・アトリー1号2ラン
TB：カール・クロフォード1号ソロ
5. 審判
［球審］ティム・ウェルキー
［塁審］一塁: カーウィン・ダンリー、二塁: フィールディン・カルブレス、三塁: トム・ハリオン
［外審］左翼: ジェフ・ケロッグ、右翼: ティム・チダ
6. 試合開始時刻: 東部夏時間（UTC-4）午後8時38分  試合時間: 3時間23分  観客: 4万783人  気温: 72°F（22.2°C）
詳細: MLB.com Gameday / ESPN.com / Baseball-Reference.com / Fangraphs

| フィラデルフィア・フィリーズ | フィラデルフィア・フィリーズ | フィラデルフィア・フィリーズ | フィラデルフィア・フィリーズ | フィラデルフィア・フィリーズ                                                                                   | タンパベイ・レイズ | タンパベイ・レイズ | タンパベイ・レイズ | タンパベイ・レイズ | タンパベイ・レイズ |
| ---------------------------- | ---------------------------- | ---------------------------- | ---------------------------- | --- | ------------------ | ------------------ | ------------------ | ------------------ | --- |
| 打順                         | 守備                         | 選手                         | 打席                         | C・ハメルズC・ルイーズR・ハワードC・アトリーP・フェリスJ・ロリンズP・バレルS・ビクトリーノJ・ワースC・コースト | 打順               | 守備               | 選手               | 打席               | S・カズミアーD・ナバーロC・ペーニャ岩村明憲E・ロンゴリアJ・バートレットC・クロフォードB・アップトンB・ゾブリストW・アイバー |
| 1                            | 遊                           | J・ロリンズ                  | 両                           | C・ハメルズC・ルイーズR・ハワードC・アトリーP・フェリスJ・ロリンズP・バレルS・ビクトリーノJ・ワースC・コースト | 1                  | 二                 | 岩村明憲           | 左                 | S・カズミアーD・ナバーロC・ペーニャ岩村明憲E・ロンゴリアJ・バートレットC・クロフォードB・アップトンB・ゾブリストW・アイバー |
| 2                            | 右                           | J・ワース                    | 右                           | C・ハメルズC・ルイーズR・ハワードC・アトリーP・フェリスJ・ロリンズP・バレルS・ビクトリーノJ・ワースC・コースト | 2                  | 中                 | B・アップトン      | 右                 | S・カズミアーD・ナバーロC・ペーニャ岩村明憲E・ロンゴリアJ・バートレットC・クロフォードB・アップトンB・ゾブリストW・アイバー |
| 3                            | 二                           | C・アトリー                  | 左                           | C・ハメルズC・ルイーズR・ハワードC・アトリーP・フェリスJ・ロリンズP・バレルS・ビクトリーノJ・ワースC・コースト | 3                  | 一                 | C・ペーニャ        | 左                 | S・カズミアーD・ナバーロC・ペーニャ岩村明憲E・ロンゴリアJ・バートレットC・クロフォードB・アップトンB・ゾブリストW・アイバー |
| 4                            | 一                           | R・ハワード                  | 左                           | C・ハメルズC・ルイーズR・ハワードC・アトリーP・フェリスJ・ロリンズP・バレルS・ビクトリーノJ・ワースC・コースト | 4                  | 三                 | E・ロンゴリア      | 右                 | S・カズミアーD・ナバーロC・ペーニャ岩村明憲E・ロンゴリアJ・バートレットC・クロフォードB・アップトンB・ゾブリストW・アイバー |
| 5                            | 左                           | P・バレル                    | 右                           | C・ハメルズC・ルイーズR・ハワードC・アトリーP・フェリスJ・ロリンズP・バレルS・ビクトリーノJ・ワースC・コースト | 5                  | 左                 | C・クロフォード    | 左                 | S・カズミアーD・ナバーロC・ペーニャ岩村明憲E・ロンゴリアJ・バートレットC・クロフォードB・アップトンB・ゾブリストW・アイバー |
| 6                            | 中                           | S・ビクトリーノ              | 両                           | C・ハメルズC・ルイーズR・ハワードC・アトリーP・フェリスJ・ロリンズP・バレルS・ビクトリーノJ・ワースC・コースト | 6                  | DH                 | W・アイバー        | 両                 | S・カズミアーD・ナバーロC・ペーニャ岩村明憲E・ロンゴリアJ・バートレットC・クロフォードB・アップトンB・ゾブリストW・アイバー |
| 7                            | 三                           | P・フェリス                  | 右                           | C・ハメルズC・ルイーズR・ハワードC・アトリーP・フェリスJ・ロリンズP・バレルS・ビクトリーノJ・ワースC・コースト | 7                  | 捕                 | D・ナバーロ        | 両                 | S・カズミアーD・ナバーロC・ペーニャ岩村明憲E・ロンゴリアJ・バートレットC・クロフォードB・アップトンB・ゾブリストW・アイバー |
| 8                            | DH                           | C・コースト                  | 右                           | C・ハメルズC・ルイーズR・ハワードC・アトリーP・フェリスJ・ロリンズP・バレルS・ビクトリーノJ・ワースC・コースト | 8                  | 右                 | B・ゾブリスト      | 両                 | S・カズミアーD・ナバーロC・ペーニャ岩村明憲E・ロンゴリアJ・バートレットC・クロフォードB・アップトンB・ゾブリストW・アイバー |
| 9                            | 捕                           | C・ルイーズ                  | 右                           | C・ハメルズC・ルイーズR・ハワードC・アトリーP・フェリスJ・ロリンズP・バレルS・ビクトリーノJ・ワースC・コースト | 9                  | 遊                 | J・バートレット    | 右                 | S・カズミアーD・ナバーロC・ペーニャ岩村明憲E・ロンゴリアJ・バートレットC・クロフォードB・アップトンB・ゾブリストW・アイバー |
| 先発投手                     | 先発投手                     | 先発投手                     | 投球                         | C・ハメルズC・ルイーズR・ハワードC・アトリーP・フェリスJ・ロリンズP・バレルS・ビクトリーノJ・ワースC・コースト | 先発投手           | 先発投手           | 先発投手           | 投球               | S・カズミアーD・ナバーロC・ペーニャ岩村明憲E・ロンゴリアJ・バートレットC・クロフォードB・アップトンB・ゾブリストW・アイバー |
| C・ハメルズ                  | C・ハメルズ                  | C・ハメルズ                  | 左                           | C・ハメルズC・ルイーズR・ハワードC・アトリーP・フェリスJ・ロリンズP・バレルS・ビクトリーノJ・ワースC・コースト | S・カズミアー      | S・カズミアー      | S・カズミアー      | 左                 | S・カズミアーD・ナバーロC・ペーニャ岩村明憲E・ロンゴリアJ・バートレットC・クロフォードB・アップトンB・ゾブリストW・アイバー |

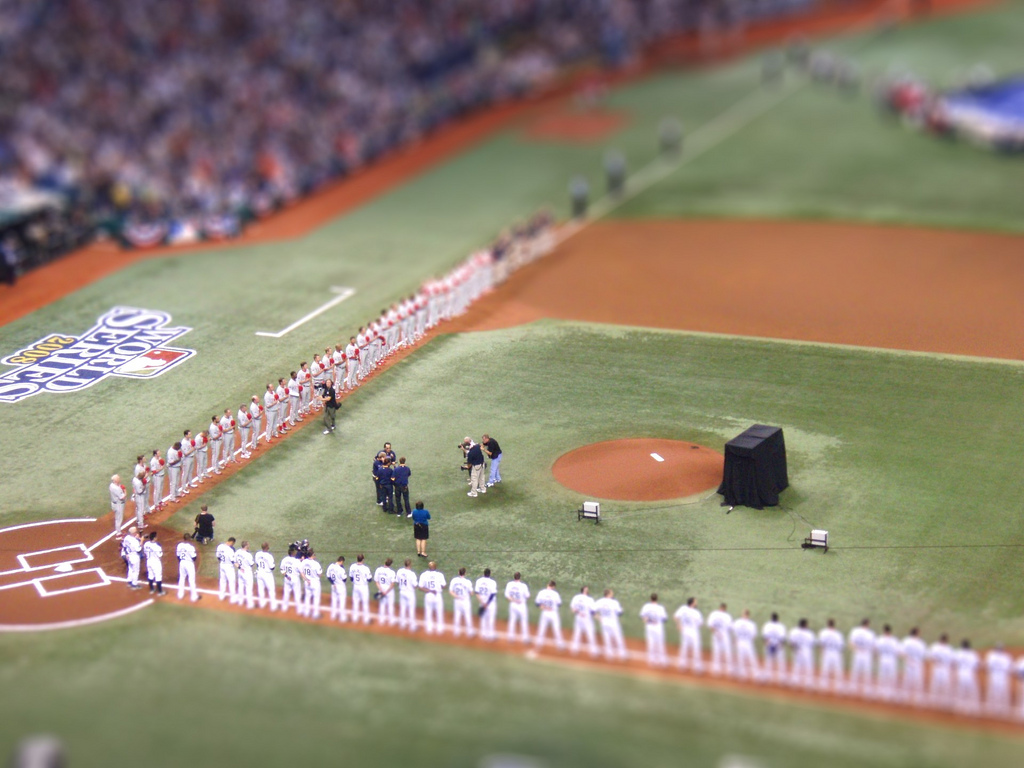
試合開始前のセレモニーでファウルライン沿いに整列する両チームの選手たち

この試合の先発投手は、レイズはスコット・カズミアー、フィリーズはコール・ハメルズ。このふたりには、2002年のドラフト1巡目で高校からプロ入りした24歳の左腕投手、という共通点がある。お互いについて、カズミアーは「それぞれマイナーリーグを下から一段一段かけ上がってきたようだ。彼を見る機会はたくさんあったし、キャリアもなんとなく追っていた」、ハメルズは「同じ経験をしなければならなかったから、彼の気持ちも同じ程度にはわかる」と話した。
初回表、フィリーズは一死から2番ジェイソン・ワースが四球を選び出塁する。次打者チェイス・アトリーは、レイズ内野陣が右寄りのシフトを敷いているのを見て三塁線へのセーフティバントを試みたが、ファウルとなり失敗した。しかし2球で2ストライクに追い込まれたあと、2ボール2ストライクからの6球目を捉えると、右翼席へ飛び込む2点本塁打となり、フィリーズに先制点をもたらした。アトリーは「ここのファンは熱狂的だから、早めに何点か取って静かにさせておきたかった。いい仕事ができたんじゃないかな」と胸を張った。実際に、レイズのファンはカウベルを鳴らして応援していたが、アトリーのこの一打の直後はその音が止まった。その裏、レイズは先頭打者の岩村明憲が一塁内野安打で出塁するが、2番B.J.アップトンが二ゴロ併殺に倒れ、反撃とはならなかった。
2回以降もフィリーズ打線はカズミアーを攻め立てる。2回表は1安打2四球で一死満塁とし、1番ジミー・ロリンズの中飛で三塁走者シェーン・ビクトリーノがタッチアップからの生還を試みるも、中堅手アップトンの送球に憤死した。3回表は先頭打者ワースの二塁打をきっかけに一死三塁となったが、4番ライアン・ハワードと5番パット・バレルが連続三振に仕留められた。4回表は、一死二・三塁から9番カルロス・ルイーズの遊ゴロの間に三塁走者ビクトリーノが還って1点を挙げたものの、後続が断たれて4点目以降は奪えなかった。5回表は二死から四球と敵失で一・二塁としながら、6番ビクトリーノは二ゴロに打ち取られた。フィリーズ打線は結局、2回から5回まで4イニング連続で走者を得点圏へ進めながら1得点のみ、試合を通じても得点圏では13打数無安打に終わった。試合後、ビクトリーノは「ちょっと待て、13の0はありえないだろ」「俺は得点したんだぞ」と、当初は数字を信じようとしなかった。
レイズ打線は3回裏、一死から8番ベン・ゾブリストの左前打を皮切りに満塁の好機を迎えた。しかし2番アップトンが初回裏に続きまたも内野ゴロ併殺と、得点を奪うことができなかった。ハメルズはこの場面を「アップトンはすぐに試合の流れを変えることができる選手だから、ゴロで併殺にできたのは大きかった」と振り返る。だがレイズ打線も、ハメルズの前に沈黙したままでは終わらない。点差を3点に広げられた直後の4回裏には、5番カール・クロフォードのソロ本塁打ですぐさま2点差に戻した。さらに5回裏、二死無走者から9番ジェイソン・バートレットが四球で出塁し盗塁で二塁へ進むと、次打者・岩村の適時二塁打で1点差に迫った。ただ、なおも続く二死二塁では、2番アップトンが一邪飛と、追いつくことはできなかった。この日のハメルズはチェンジアップを多投し、7イニングを2失点でまとめた。岩村はハメルズから3安打を放ったものの、2番アップトンから4番エバン・ロンゴリアまでの後続3人が無安打5三振に封じられ「今日は僕を含め、かわされた感があると思う」と振り返った。
7回表からレイズは継投に入る。その回はJ.P.ハウエルが二死一・三塁の危機を招いたが、グラント・バルフォアがマウンドに上がり、6番ビクトリーノを空振り三振に抑えた。バルフォアはこれにより、1996年・1998年のグレアム・ロイドに次ぎ史上2人目となる、オーストラリア出身選手のシリーズ出場を果たした。バルフォアはイニングをまたいで8回表を三者凡退に封じたあと、9回表に一死一・二塁とされた。ここで左打者の4番ハワードに対しては左投手トレバー・ミラーがワンポイントで登板して見逃し三振とし、右打者の5番エリック・ブラントレットは右投手のダン・ウィーラーが二飛に打ち取って窮地を脱した。レイズ投手陣は点差を1点に保ったまま味方打線の反撃を待つ。しかしフィリーズ投手陣も、8回裏はライアン・マドソンが、9回裏は抑え投手ブラッド・リッジが、それぞれ三者凡退に抑えた。4番ロンゴリアは、リッジが右打者と対戦した映像を約25打席分見て研究していたというが、あえなく4球で空振り三振となり「実際に打席に立ってみたら全くの別物。スライダー一辺倒で速球が1球もないなんて」と話した。次打者クロフォードの三邪飛で試合が終了し、フィリーズが先勝した。
この試合の勝利投手はハメルズとなった。ハメルズはこれで、地区シリーズとリーグ優勝決定戦に続き、ワールドシリーズでも第1戦の勝利投手になった。ポストシーズンの3シリーズ全てで第1戦の勝利投手になったのは、1996年のジョン・スモルツと1998年のデビッド・ウェルズ、2007年のジョシュ・ベケットに次いでハメルズが4人目である。

### 第2戦 10月23日
- トロピカーナ・フィールド（フロリダ州セントピーターズバーグ）

|                              | 1 | 2 | 3 | 4 | 5 | 6 | 7 | 8 | 9 | R | H | E |
| ---------------------------- | - | - | - | - | - | - | - | - | - | - | - | - |
| フィラデルフィア・フィリーズ | 0 | 0 | 0 | 0 | 0 | 0 | 0 | 1 | 1 | 2 | 9 | 2 |
| タンパベイ・レイズ           | 2 | 1 | 0 | 1 | 0 | 0 | 0 | 0 | X | 4 | 7 | 1 |

1. 勝利：ジェームズ・シールズ（1勝）
2. 敗戦：ブレット・マイヤーズ（1敗）
3. 本塁打
PHI：エリック・ブラントレット1号ソロ
4. 審判
［球審］カーウィン・ダンリー
［塁審］一塁: フィールディン・カルブレス、二塁: トム・ハリオン、三塁: ジェフ・ケロッグ
［外審］左翼: ティム・チダ、右翼: ティム・ウェルキー
5. 試合開始時刻: 東部夏時間（UTC-4）午後8時30分  試合時間: 3時間5分  観客: 4万843人  気温: 72°F（22.2°C）
詳細: MLB.com Gameday / ESPN.com / Baseball-Reference.com / Fangraphs

| フィラデルフィア・フィリーズ | フィラデルフィア・フィリーズ | フィラデルフィア・フィリーズ | フィラデルフィア・フィリーズ | フィラデルフィア・フィリーズ                                                                                   | タンパベイ・レイズ | タンパベイ・レイズ | タンパベイ・レイズ | タンパベイ・レイズ | タンパベイ・レイズ |
| ---------------------------- | ---------------------------- | ---------------------------- | ---------------------------- | --- | ------------------ | ------------------ | ------------------ | ------------------ | --- |
| 打順                         | 守備                         | 選手                         | 打席                         | B・マイヤーズC・ルイーズR・ハワードC・アトリーP・フェリスJ・ロリンズP・バレルS・ビクトリーノJ・ワースG・ダブス | 打順               | 守備               | 選手               | 打席               | J・シールズD・ナバーロC・ペーニャ岩村明憲E・ロンゴリアJ・バートレットC・クロフォードB・アップトンR・バルデッリC・フロイド |
| 1                            | 遊                           | J・ロリンズ                  | 両                           | B・マイヤーズC・ルイーズR・ハワードC・アトリーP・フェリスJ・ロリンズP・バレルS・ビクトリーノJ・ワースG・ダブス | 1                  | 二                 | 岩村明憲           | 左                 | J・シールズD・ナバーロC・ペーニャ岩村明憲E・ロンゴリアJ・バートレットC・クロフォードB・アップトンR・バルデッリC・フロイド |
| 2                            | 右                           | J・ワース                    | 右                           | B・マイヤーズC・ルイーズR・ハワードC・アトリーP・フェリスJ・ロリンズP・バレルS・ビクトリーノJ・ワースG・ダブス | 2                  | 中                 | B・アップトン      | 右                 | J・シールズD・ナバーロC・ペーニャ岩村明憲E・ロンゴリアJ・バートレットC・クロフォードB・アップトンR・バルデッリC・フロイド |
| 3                            | 二                           | C・アトリー                  | 左                           | B・マイヤーズC・ルイーズR・ハワードC・アトリーP・フェリスJ・ロリンズP・バレルS・ビクトリーノJ・ワースG・ダブス | 3                  | 一                 | C・ペーニャ        | 左                 | J・シールズD・ナバーロC・ペーニャ岩村明憲E・ロンゴリアJ・バートレットC・クロフォードB・アップトンR・バルデッリC・フロイド |
| 4                            | 一                           | R・ハワード                  | 左                           | B・マイヤーズC・ルイーズR・ハワードC・アトリーP・フェリスJ・ロリンズP・バレルS・ビクトリーノJ・ワースG・ダブス | 4                  | 三                 | E・ロンゴリア      | 右                 | J・シールズD・ナバーロC・ペーニャ岩村明憲E・ロンゴリアJ・バートレットC・クロフォードB・アップトンR・バルデッリC・フロイド |
| 5                            | 左                           | P・バレル                    | 右                           | B・マイヤーズC・ルイーズR・ハワードC・アトリーP・フェリスJ・ロリンズP・バレルS・ビクトリーノJ・ワースG・ダブス | 5                  | 左                 | C・クロフォード    | 左                 | J・シールズD・ナバーロC・ペーニャ岩村明憲E・ロンゴリアJ・バートレットC・クロフォードB・アップトンR・バルデッリC・フロイド |
| 6                            | 中                           | S・ビクトリーノ              | 両                           | B・マイヤーズC・ルイーズR・ハワードC・アトリーP・フェリスJ・ロリンズP・バレルS・ビクトリーノJ・ワースG・ダブス | 6                  | DH                 | C・フロイド        | 左                 | J・シールズD・ナバーロC・ペーニャ岩村明憲E・ロンゴリアJ・バートレットC・クロフォードB・アップトンR・バルデッリC・フロイド |
| 7                            | DH                           | G・ダブス                    | 右                           | B・マイヤーズC・ルイーズR・ハワードC・アトリーP・フェリスJ・ロリンズP・バレルS・ビクトリーノJ・ワースG・ダブス | 7                  | 捕                 | D・ナバーロ        | 両                 | J・シールズD・ナバーロC・ペーニャ岩村明憲E・ロンゴリアJ・バートレットC・クロフォードB・アップトンR・バルデッリC・フロイド |
| 8                            | 三                           | P・フェリス                  | 右                           | B・マイヤーズC・ルイーズR・ハワードC・アトリーP・フェリスJ・ロリンズP・バレルS・ビクトリーノJ・ワースG・ダブス | 8                  | 右                 | R・バルデッリ      | 右                 | J・シールズD・ナバーロC・ペーニャ岩村明憲E・ロンゴリアJ・バートレットC・クロフォードB・アップトンR・バルデッリC・フロイド |
| 9                            | 捕                           | C・ルイーズ                  | 右                           | B・マイヤーズC・ルイーズR・ハワードC・アトリーP・フェリスJ・ロリンズP・バレルS・ビクトリーノJ・ワースG・ダブス | 9                  | 遊                 | J・バートレット    | 右                 | J・シールズD・ナバーロC・ペーニャ岩村明憲E・ロンゴリアJ・バートレットC・クロフォードB・アップトンR・バルデッリC・フロイド |
| 先発投手                     | 先発投手                     | 先発投手                     | 投球                         | B・マイヤーズC・ルイーズR・ハワードC・アトリーP・フェリスJ・ロリンズP・バレルS・ビクトリーノJ・ワースG・ダブス | 先発投手           | 先発投手           | 先発投手           | 投球               | J・シールズD・ナバーロC・ペーニャ岩村明憲E・ロンゴリアJ・バートレットC・クロフォードB・アップトンR・バルデッリC・フロイド |
| B・マイヤーズ                | B・マイヤーズ                | B・マイヤーズ                | 右                           | B・マイヤーズC・ルイーズR・ハワードC・アトリーP・フェリスJ・ロリンズP・バレルS・ビクトリーノJ・ワースG・ダブス | J・シールズ        | J・シールズ        | J・シールズ        | 右                 | J・シールズD・ナバーロC・ペーニャ岩村明憲E・ロンゴリアJ・バートレットC・クロフォードB・アップトンR・バルデッリC・フロイド |

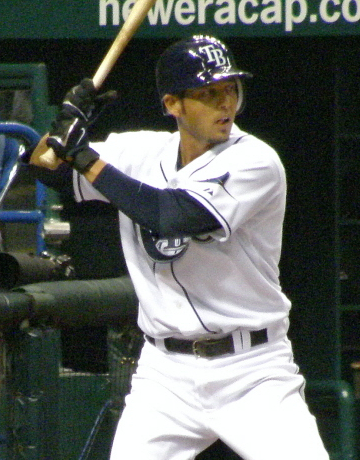
ジェイソン・バートレットは4回裏一死一・三塁で打席に立つと、スクイズを初球は失敗したものの2球目で決めた（写真は2008年4月8日撮影）

初回裏、レイズの先頭打者・岩村明憲が、フィリーズ先発投手ブレット・マイヤーズの投球に一度もバットを振ることなく、四球を選び出塁する。岩村はこの打席の意図と結果を「球を見ようと思っていたし、あの打席は本当に勝てたな、という感じがある」と話す。次打者B.J.アップトンは、0ボール2ストライクからの3球目を右前へ運ぶ。右翼手ジェイソン・ワースがこの打球を処理する際に、グラブからこぼす失策を犯し、無死二・三塁となった。この場面でフィリーズ内野陣は前進守備を敷かなかった。レイズは3番カルロス・ペーニャと4番エバン・ロンゴリアがいずれも遊ゴロに倒れたものの、走者がひとりずつ還り2点を先制した。レイズ監督のジョー・マドンは、この点の取り方を「ゴロ、ゴロで2点。どれだけうれしかったか。アウトを使い点を取る、こういうチームになりたかった。実に美しい」と大いに称賛した。2打者連続で打点つき内野ゴロという点の取り方は、シリーズ史上では1923年のニューヨーク・ジャイアンツ以来85年ぶりである。
2回裏、一死一塁で打席に立った8番ロッコ・バルデッリが、フルカウントからの6球目にハーフスウィングをした。ここで球審のカーウィン・ダンリーが、右手を挙げるストライク宣告のようなジェスチャーをいったんとったあと、一塁塁審フィールディン・カルブレスに判定を委ね、カルブレスがスウィングを認めなかったためバルデッリは四球で出塁した。フィリーズのベンチからは監督のチャーリー・マニエルが出てきてダンリーに確認を求めるなど、混乱が生じた。二死満塁となり、2番アップトンの適時打でレイズが3点目を奪った。さらに4回裏、レイズが4点目を挙げる。一死一・三塁から、9番ジェイソン・バートレットがスクイズを決めた。三塁走者クリフ・フロイドは35歳のベテランで足も速くないため、スクイズのサインが出たときペーニャは「『おお、主よ』と口走ってしまった」という。初球のスーサイドスクイズはバートレットがファウルしたため失敗に終わったものの、2球目はセーフティスクイズに切り替えて成功させた。
レイズの先発投手ジェームズ・シールズに対しフィリーズ打線は、2回表から5回表まで4イニング連続で先頭打者を出塁させながら、いずれも無得点に終わった。2回表と3回表は先頭打者に二塁打が出ながら、後続に安打がなかった。これで前日から続く得点圏での連続打数無安打記録は19に伸び、シリーズ歴代2位の長さになった。4回表一死二塁で6番シェーン・ビクトリーノが内野安打を放ち、記録は止まったがこれも得点にはつながらない。7番グレッグ・ダブスは2回表一死一・二塁と4回表一死一・三塁で、ともに三振に倒れ「せめてバットに当てて打球をインプレイにしなきゃいけなかった。個人的には受け入れ難い結果だ」と悔やんだ。マニエルはシールズの投球を「いい球を投げなきゃいけないときに投げられていたと思う」と評した。6回表、ビクトリーノとダブスの連打で二死一・三塁となると、レイズはシールズから右投手のダン・ウィーラーに継投した。しかしフィリーズは、左打者のマット・ステアーズを代打に出さず8番ペドロ・フェリスにそのまま打たせ、三ゴロで好機をふいにした。
7回表、二死二塁で打順が3番チェイス・アトリー→4番ライアン・ハワードと、左打者がふたり続く場面となる。ここでレイズは、ウィーラーに代えて左投手のデビッド・プライスを投入した。翌日が移動日であり、第3戦にも雨天順延の可能性があったことから、レイズはプライスに残り2.1イニングをひとりで投げ切るよう指示した。プライスはレギュラーシーズンを含めてもこれが9試合目の登板で、ワールドシリーズ初出場に「めちゃくちゃ緊張した。普段の登板では汗もかかないのに、今回は帽子をかぶりっぱなしで泳いだみたいに汗でびちょびちょになった」と話す。この回はアトリーにストレートの四球を与えたものの、ハワードを見逃し三振に封じた。プライスはその後、8回表には代打エリック・ブラントレットのソロ本塁打で、9回表には味方三塁手ロンゴリアのタイムリーエラーで、それぞれ1点ずつ失ったものの、最後はアトリーとハワードを打ち取って逃げ切った。これにより、レイズが球団史上初のワールドシリーズ勝利を手にし、今シリーズは1勝1敗のタイになった。

### 第3戦 10月25日
- シチズンズ・バンク・パーク（ペンシルベニア州フィラデルフィア）

|                              | 1 | 2 | 3 | 4 | 5 | 6 | 7 | 8 | 9  | R | H | E |
| ---------------------------- | - | - | - | - | - | - | - | - | -- | - | - | - |
| タンパベイ・レイズ           | 0 | 1 | 0 | 0 | 0 | 0 | 2 | 1 | 0  | 4 | 6 | 1 |
| フィラデルフィア・フィリーズ | 1 | 1 | 0 | 0 | 0 | 2 | 0 | 0 | 1x | 5 | 7 | 1 |

1. 勝利：J.C.ロメロ（1勝）
2. 敗戦：J.P.ハウエル（1敗）
3. 本塁打
PHI：カルロス・ルイーズ1号ソロ、チェイス・アトリー2号ソロ、ライアン・ハワード1号ソロ
4. 審判
［球審］フィールディン・カルブレス
［塁審］一塁: トム・ハリオン、二塁: ジェフ・ケロッグ、三塁: ティム・チダ
［外審］左翼: ティム・ウェルキー、右翼: カーウィン・ダンリー
5. 試合開始時刻: 東部夏時間（UTC-4）午後10時6分  試合時間: 3時間41分  観客: 4万5900人  気温: 55°F（12.8°C）
詳細: MLB.com Gameday / ESPN.com / Baseball-Reference.com / Fangraphs

| タンパベイ・レイズ | タンパベイ・レイズ | タンパベイ・レイズ | タンパベイ・レイズ | タンパベイ・レイズ                                                                                               | フィラデルフィア・フィリーズ | フィラデルフィア・フィリーズ | フィラデルフィア・フィリーズ | フィラデルフィア・フィリーズ | フィラデルフィア・フィリーズ                                                                                |
| ------------------ | ------------------ | ------------------ | ------------------ | --- | ---------------------------- | ---------------------------- | ---------------------------- | ---------------------------- | --- |
| 打順               | 守備               | 選手               | 打席               | M・ガーザD・ナバーロC・ペーニャ岩村明憲E・ロンゴリアJ・バートレットC・クロフォードB・アップトンG・グロス（なし） | 打順                         | 守備                         | 選手                         | 打席                         | J・モイヤーC・ルイーズR・ハワードC・アトリーP・フェリスJ・ロリンズP・バレルS・ビクトリーノJ・ワース（なし） |
| 1                  | 二                 | 岩村明憲           | 左                 | M・ガーザD・ナバーロC・ペーニャ岩村明憲E・ロンゴリアJ・バートレットC・クロフォードB・アップトンG・グロス（なし） | 1                            | 遊                           | J・ロリンズ                  | 両                           | J・モイヤーC・ルイーズR・ハワードC・アトリーP・フェリスJ・ロリンズP・バレルS・ビクトリーノJ・ワース（なし） |
| 2                  | 中                 | B・アップトン      | 右                 | M・ガーザD・ナバーロC・ペーニャ岩村明憲E・ロンゴリアJ・バートレットC・クロフォードB・アップトンG・グロス（なし） | 2                            | 右                           | J・ワース                    | 右                           | J・モイヤーC・ルイーズR・ハワードC・アトリーP・フェリスJ・ロリンズP・バレルS・ビクトリーノJ・ワース（なし） |
| 3                  | 一                 | C・ペーニャ        | 左                 | M・ガーザD・ナバーロC・ペーニャ岩村明憲E・ロンゴリアJ・バートレットC・クロフォードB・アップトンG・グロス（なし） | 3                            | 二                           | C・アトリー                  | 左                           | J・モイヤーC・ルイーズR・ハワードC・アトリーP・フェリスJ・ロリンズP・バレルS・ビクトリーノJ・ワース（なし） |
| 4                  | 三                 | E・ロンゴリア      | 右                 | M・ガーザD・ナバーロC・ペーニャ岩村明憲E・ロンゴリアJ・バートレットC・クロフォードB・アップトンG・グロス（なし） | 4                            | 一                           | R・ハワード                  | 左                           | J・モイヤーC・ルイーズR・ハワードC・アトリーP・フェリスJ・ロリンズP・バレルS・ビクトリーノJ・ワース（なし） |
| 5                  | 左                 | C・クロフォード    | 左                 | M・ガーザD・ナバーロC・ペーニャ岩村明憲E・ロンゴリアJ・バートレットC・クロフォードB・アップトンG・グロス（なし） | 5                            | 左                           | P・バレル                    | 右                           | J・モイヤーC・ルイーズR・ハワードC・アトリーP・フェリスJ・ロリンズP・バレルS・ビクトリーノJ・ワース（なし） |
| 6                  | 捕                 | D・ナバーロ        | 両                 | M・ガーザD・ナバーロC・ペーニャ岩村明憲E・ロンゴリアJ・バートレットC・クロフォードB・アップトンG・グロス（なし） | 6                            | 中                           | S・ビクトリーノ              | 両                           | J・モイヤーC・ルイーズR・ハワードC・アトリーP・フェリスJ・ロリンズP・バレルS・ビクトリーノJ・ワース（なし） |
| 7                  | 右                 | G・グロス          | 左                 | M・ガーザD・ナバーロC・ペーニャ岩村明憲E・ロンゴリアJ・バートレットC・クロフォードB・アップトンG・グロス（なし） | 7                            | 三                           | P・フェリス                  | 右                           | J・モイヤーC・ルイーズR・ハワードC・アトリーP・フェリスJ・ロリンズP・バレルS・ビクトリーノJ・ワース（なし） |
| 8                  | 遊                 | J・バートレット    | 右                 | M・ガーザD・ナバーロC・ペーニャ岩村明憲E・ロンゴリアJ・バートレットC・クロフォードB・アップトンG・グロス（なし） | 8                            | 捕                           | C・ルイーズ                  | 右                           | J・モイヤーC・ルイーズR・ハワードC・アトリーP・フェリスJ・ロリンズP・バレルS・ビクトリーノJ・ワース（なし） |
| 9                  | 投                 | M・ガーザ          | 右                 | M・ガーザD・ナバーロC・ペーニャ岩村明憲E・ロンゴリアJ・バートレットC・クロフォードB・アップトンG・グロス（なし） | 9                            | 投                           | J・モイヤー                  | 左                           | J・モイヤーC・ルイーズR・ハワードC・アトリーP・フェリスJ・ロリンズP・バレルS・ビクトリーノJ・ワース（なし） |
| 先発投手           | 先発投手           | 先発投手           | 投球               | M・ガーザD・ナバーロC・ペーニャ岩村明憲E・ロンゴリアJ・バートレットC・クロフォードB・アップトンG・グロス（なし） | 先発投手                     | 先発投手                     | 先発投手                     | 投球                         | J・モイヤーC・ルイーズR・ハワードC・アトリーP・フェリスJ・ロリンズP・バレルS・ビクトリーノJ・ワース（なし） |
| M・ガーザ          | M・ガーザ          | M・ガーザ          | 右                 | M・ガーザD・ナバーロC・ペーニャ岩村明憲E・ロンゴリアJ・バートレットC・クロフォードB・アップトンG・グロス（なし） | J・モイヤー                  | J・モイヤー                  | J・モイヤー                  | 左                           | J・モイヤーC・ルイーズR・ハワードC・アトリーP・フェリスJ・ロリンズP・バレルS・ビクトリーノJ・ワース（なし） |

レイズが第2戦でデビッド・プライスに2.1イニングと長めの救援登板をさせたのは、10月25日のペンシルベニア州フィラデルフィアで降雨が見込まれており、もし第3戦が順延になれば休養が1日多くとれるからだった。気象情報サイトのweather.comによると、25日の降水確率は第2戦開催日の時点で70%だった。当日は予報通り、試合開始予定時刻の午後8時35分になっても雨が降り続けた。しかしMLB機構コミッショナーのバド・セリグは、気象学者や気象チャンネルなどからの情報収集を午前7時より続けており、その情報を元に順延ではなく当日中に雨が止むまで待つことを選択した。試合開始予定時刻を過ぎてから実際に雨足が弱まっていき、9時18分には内野に敷かれた雨除けのタープが撤収された。球場のファンは、コンコースでカレッジフットボールのテレビ中継を観るなどして時間を潰しながら、試合開始を待ち続けた。

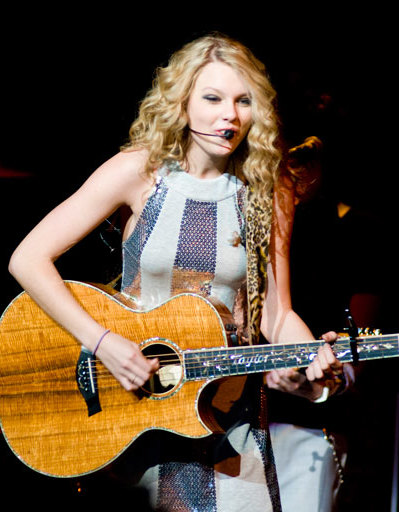
テイラー・スウィフトはギターの弾き語り形式で国歌独唱を行った（写真は2008年2月8日撮影）

当初の予定からおよそ90分遅れで、まず試合前の式典が始まった。アメリカ合衆国国歌『星条旗』独唱は、テイラー・スウィフトが行った。スウィフトはペンシルベニア州バークス郡出身で、7年前の11歳頃から、地元のプロ野球チームであるフィリーズ傘下AA級レディングの試合で国歌独唱を披露するようになっていた。今回の独唱についてスウィフトは「故郷の州で、あのときレディングにいた選手もたくさんいるフィリーズのために歌えるなんて信じられない」としつつ「歌の後半あたりから膝が震えだして、自分に対して『お願いだからやらかさないで、お願いだから』という感じだった」と振り返った。スウィフトは2006年6月に初シングル "ティム・マグロウ" をリリースしている。曲名の由来となった歌手ティム・マグロウはこの日、地元青少年組織 "ボーイズ&ガールズ・クラブ・オブ・フィラデルフィア" 所属の18歳女性が始球式のボールをマウンドへ持っていくところに付き添うという役目を担った。マグロウの父タグは野球選手で、1980年シリーズでフィリーズが初優勝を決めたときに最後を締めた投手である。タグは2004年1月に死去しており、マグロウはマウンドに父の遺灰を撒いた。スウィフトは「ティムがタグを称えた場にいられるのは、私にとって記念碑的で特別なこと」と述べた。そしてマグロウらが運んだボールを、タグのチームメイトだったスティーブ・カールトンが始球式で投げた。
一連の式典が終了し、フィリーズの先発投手ジェイミー・モイヤーがマウンドへ上がった。モイヤーは45歳342日とシリーズ史上2番目の高齢選手であり、1986年6月16日のデビュー戦ではカールトンと投げ合ってメジャー初勝利を挙げている。その年から数えてメジャー23年目で、モイヤーはワールドシリーズ初登板の機会を得た。モイヤーがレイズの先頭打者・岩村明憲に初球を投じたとき、時刻は10時6分だった。当初の予定からは91分遅れ、シリーズ史上最も遅い試合開始時刻になった。モイヤーは岩村を2球で中飛に打ち取ると、二死から3番カルロス・ペーニャを四球で歩かせたものの、初回を無失点で終えた。4番エバン・ロンゴリアが三振に倒れた際、フィリーズのファンは「エーヴァ、エーヴァ、エーヴァ」と、同姓でファーストネームも似た女優の名前を連呼してロンゴリアをからかった。その裏、レイズ先発投手マット・ガーザに対しフィリーズ打線は、先頭打者ジミー・ロリンズの中前打をきっかけに無死二・三塁の好機を作る。3番チェイス・アトリーは一ゴロに倒れたが、その間に三塁走者ロリンズが生還し、フィリーズが先制点を挙げた。ただ、前2試合の得点圏で計28打数1安打というフィリーズ打線の好機での弱さはこの回も続き、後続が断たれて適時打が出ず、1点どまりで終わった。
2回はお互いに1点を奪う。表のレイズは、先頭打者カール・クロフォードが二塁打で出塁後に三塁へ盗塁し、7番ゲイブ・グロスの犠牲フライで同点に追いついた。その裏、フィリーズは8番カルロス・ルイーズのソロ本塁打で1点を勝ち越した。3回から5回は一転して、両投手が相手打線を封じる。モイヤーは5回終了時点で被安打を2本にとどめ、一方のガーザも、この3イニングは2被安打1与四球と走者を出しながら得点はさせなかった。6回表、モイヤーは2番B.J.アップトンに左前打と盗塁で二塁へ進まれたが、ここも3番ペーニャと4番ロンゴリアをアウトにして切り抜けた。この日のモイヤーは、80mph台前半（132.8km/h前後）の速球や74mph（約119.1km/h）のチェンジアップを駆使してレイズ打線を翻弄した。1番・岩村は、日本プロ野球時代の星野伸之や山本昌との対戦経験からモイヤーを攻略しようとしたが、この日は一度も出塁できなかった。また、ペーニャとロンゴリアのふたりもこの日は無安打に終わり、これで今シリーズはふたり合わせて22打数でまだ安打がない。その裏、フィリーズは先頭打者アトリーと4番ライアン・ハワードが2者連続本塁打を放ち、4－1とレイズを突き放した。シリーズでの2者連続本塁打は2002年以来6年ぶりである。ガーザはフライボールピッチャーだが、右中間・左中間の膨らみがないシチズンズ・バンク・パークではその投球スタイルが3被本塁打につながり「今日は打ち上げさせすぎた」と述べた。

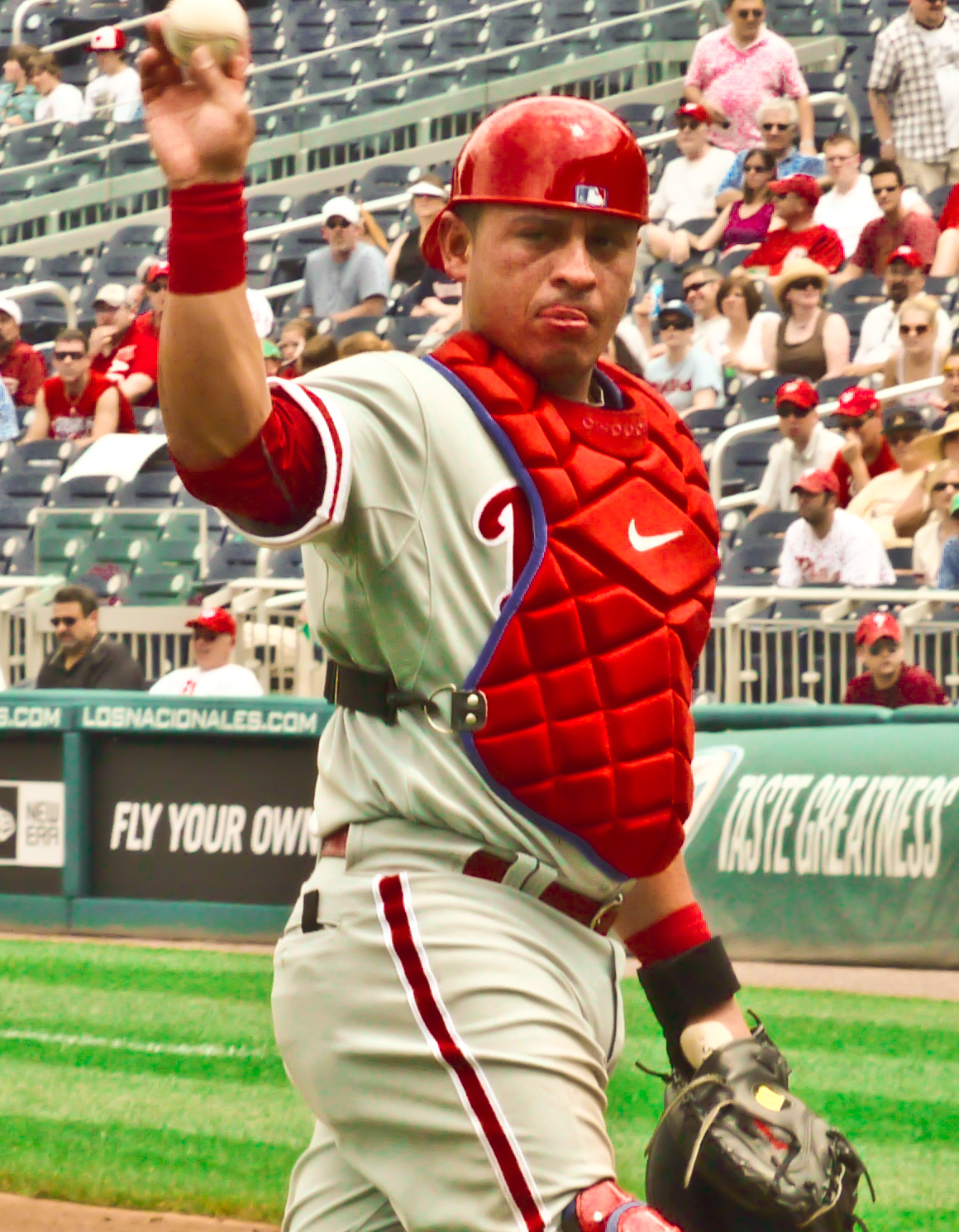
カルロス・ルイーズは2回裏に勝ち越しのソロ本塁打、9回裏にサヨナラの内野安打を放った（写真は2011年6月1日撮影）

7回表、先頭打者クロフォードがセーフティバントを試みる。打球が一塁線に転がり、モイヤーはグラブトスで一塁へ送球、一塁手ハワードは素手で捕った。クロフォードの一塁到達よりハワードの捕球が早かったように見えたが、一塁塁審トム・ハリオンはセーフと判定した。のちにハリオンはこのプレイについて誤審を認めることとなるが、当時は走者のセーフ/アウトの判定はビデオ判定の対象外だった。次打者ディオナー・ナバーロが二塁打で続いて無死二・三塁となり、7番グロスの一ゴロでクロフォードが生還して、レイズが点差を2点に縮めた。ここでフィリーズは継投に入ることを決めた。モイヤーがダグアウトへ戻る際、ファンはスタンディングオベーションで称えた。2番手チャド・ダービンは8番ジェイソン・バートレットを遊ゴロに打ち取ったが、三塁走者ナバーロが還りレイズは1点差に迫った。その裏、レイズの2番手チャド・ブラッドフォードはフィリーズの攻撃を三者凡退で終わらせた。8回表、フィリーズは4番手ライアン・マドソンをマウンドへ送る。先頭打者アップトンは内野安打で出塁後、4番ロンゴリアの打席で初球に二盗を仕掛けて成功させると、次の球で三盗を試みた。捕手ルイーズの送球が逸れてファウルグラウンドを転がり、その間にアップトンが同点のホームを踏んだ。これにより、モイヤーの勝利投手の権利が消滅した。もし勝利投手になれていれば、シリーズ史上最年長となるところだった。
9回裏、レイズの3番手J.P.ハウエルが、先頭打者エリック・ブラントレットに死球を与えて出塁させた。レイズはここでダブルスイッチを行い、7番・右翼グロスに代えて4番手投手グラント・バルフォアを、9番・投手ハウエルに代えて右翼手ベン・ゾブリストを投入した。しかしバルフォアが2球目を暴投し、捕手ナバーロの二塁への悪送球も重なって、サヨナラの走者ブラントレットが一塁から一気に三塁まで進んだ。レイズは打席の6番シェーン・ビクトリーノと次打者の代打グレッグ・ダブスを敬遠して満塁策をとり、さらに右翼手ゾブリストを二塁付近で守らせる内野5人シフトを敷いた。無死満塁で打席には8番ルイーズが立つ。ルイーズは、2ボール2ストライクからの6球目をバットに当てた。詰まったゴロが三塁方向に転がり、走者はスタートを切った。三塁手ロンゴリアも前方へ駆け出し、三本間で打球を素手で掴むと、そのまま倒れ込みながらホームへ送球した。しかしこの送球が捕手ナバーロの頭を越え、そのナバーロの足下でブラントレットが滑り込んで生還、フィリーズがサヨナラ勝利を収めた。フィリーズにとってこの一打は、今シリーズ得点圏33打数目で2本目の安打だった。モイヤーはこの場面をクラブハウスのテレビ画面で観ていて「打った瞬間は天井まで飛び上がったと思う」という。ルイーズは「興奮した。内野安打だろうがなんだろうが勝ちゃあいいんだ」と話した。

### 第4戦 10月26日

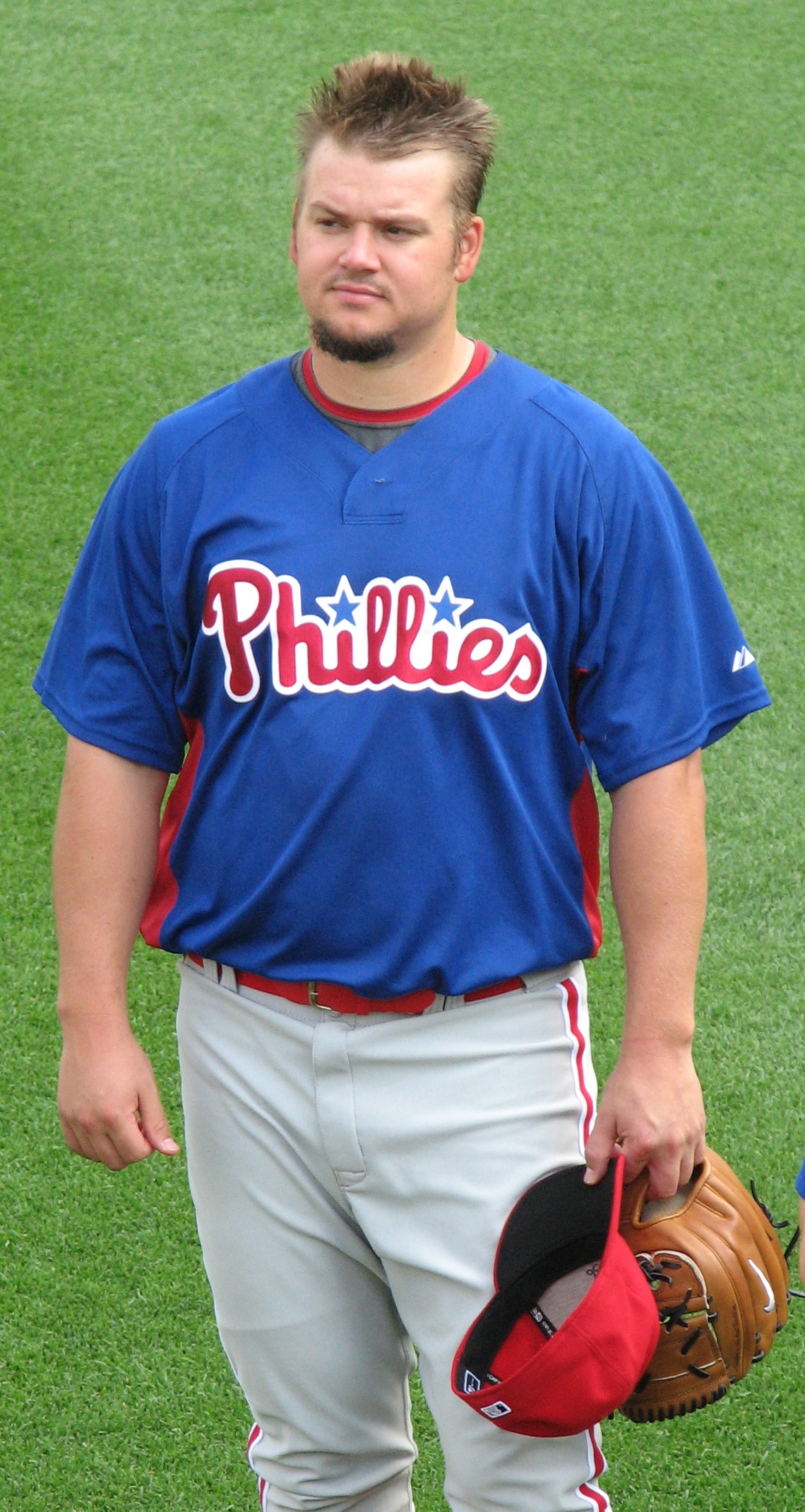
ジョー・ブラントンは6.0イニング2失点で勝利投手となっただけでなく、打撃で本塁打も放った（写真は2008年7月31日撮影）

- シチズンズ・バンク・パーク（ペンシルベニア州フィラデルフィア）

|                              | 1 | 2 | 3 | 4 | 5 | 6 | 7 | 8 | 9 | R  | H  | E |
| ---------------------------- | - | - | - | - | - | - | - | - | - | -- | -- | - |
| タンパベイ・レイズ           | 0 | 0 | 0 | 1 | 1 | 0 | 0 | 0 | 0 | 2  | 5  | 2 |
| フィラデルフィア・フィリーズ | 1 | 0 | 1 | 3 | 1 | 0 | 0 | 4 | X | 10 | 12 | 1 |

1. 勝利：ジョー・ブラントン（1勝）
2. 敗戦：アンディ・ソナンスタイン（1敗）
3. 本塁打
TB：カール・クロフォード2号ソロ、エリック・ヒンスキー1号ソロ
PHI：ライアン・ハワード2号3ラン・3号2ラン、ジョー・ブラントン1号ソロ、ジェイソン・ワース1号2ラン
4. 審判
［球審］トム・ハリオン
［塁審］一塁: ジェフ・ケロッグ、二塁: ティム・チダ、三塁: ティム・ウェルキー
［外審］左翼: カーウィン・ダンリー、右翼: フィールディン・カルブレス
5. 試合開始時刻: 東部夏時間（UTC-4）午後8時31分  試合時間: 3時間8分  観客: 4万5903人  気温: 54°F（12.2°C）
詳細: MLB.com Gameday / ESPN.com / Baseball-Reference.com / Fangraphs

| タンパベイ・レイズ | タンパベイ・レイズ | タンパベイ・レイズ | タンパベイ・レイズ | タンパベイ・レイズ | フィラデルフィア・フィリーズ | フィラデルフィア・フィリーズ | フィラデルフィア・フィリーズ | フィラデルフィア・フィリーズ | フィラデルフィア・フィリーズ                                                                                  |
| ------------------ | ------------------ | ------------------ | ------------------ | --- | ---------------------------- | ---------------------------- | ---------------------------- | ---------------------------- | --- |
| 打順               | 守備               | 選手               | 打席               | A・ソナンスタインD・ナバーロC・ペーニャ岩村明憲E・ロンゴリアJ・バートレットC・クロフォードB・アップトンB・ゾブリスト（なし） | 打順                         | 守備                         | 選手                         | 打席                         | J・ブラントンC・ルイーズR・ハワードC・アトリーP・フェリスJ・ロリンズP・バレルS・ビクトリーノJ・ワース（なし） |
| 1                  | 二                 | 岩村明憲           | 左                 | A・ソナンスタインD・ナバーロC・ペーニャ岩村明憲E・ロンゴリアJ・バートレットC・クロフォードB・アップトンB・ゾブリスト（なし） | 1                            | 遊                           | J・ロリンズ                  | 両                           | J・ブラントンC・ルイーズR・ハワードC・アトリーP・フェリスJ・ロリンズP・バレルS・ビクトリーノJ・ワース（なし） |
| 2                  | 中                 | B・アップトン      | 右                 | A・ソナンスタインD・ナバーロC・ペーニャ岩村明憲E・ロンゴリアJ・バートレットC・クロフォードB・アップトンB・ゾブリスト（なし） | 2                            | 右                           | J・ワース                    | 右                           | J・ブラントンC・ルイーズR・ハワードC・アトリーP・フェリスJ・ロリンズP・バレルS・ビクトリーノJ・ワース（なし） |
| 3                  | 一                 | C・ペーニャ        | 左                 | A・ソナンスタインD・ナバーロC・ペーニャ岩村明憲E・ロンゴリアJ・バートレットC・クロフォードB・アップトンB・ゾブリスト（なし） | 3                            | 二                           | C・アトリー                  | 左                           | J・ブラントンC・ルイーズR・ハワードC・アトリーP・フェリスJ・ロリンズP・バレルS・ビクトリーノJ・ワース（なし） |
| 4                  | 三                 | E・ロンゴリア      | 右                 | A・ソナンスタインD・ナバーロC・ペーニャ岩村明憲E・ロンゴリアJ・バートレットC・クロフォードB・アップトンB・ゾブリスト（なし） | 4                            | 一                           | R・ハワード                  | 左                           | J・ブラントンC・ルイーズR・ハワードC・アトリーP・フェリスJ・ロリンズP・バレルS・ビクトリーノJ・ワース（なし） |
| 5                  | 左                 | C・クロフォード    | 左                 | A・ソナンスタインD・ナバーロC・ペーニャ岩村明憲E・ロンゴリアJ・バートレットC・クロフォードB・アップトンB・ゾブリスト（なし） | 5                            | 左                           | P・バレル                    | 右                           | J・ブラントンC・ルイーズR・ハワードC・アトリーP・フェリスJ・ロリンズP・バレルS・ビクトリーノJ・ワース（なし） |
| 6                  | 捕                 | D・ナバーロ        | 両                 | A・ソナンスタインD・ナバーロC・ペーニャ岩村明憲E・ロンゴリアJ・バートレットC・クロフォードB・アップトンB・ゾブリスト（なし） | 6                            | 中                           | S・ビクトリーノ              | 両                           | J・ブラントンC・ルイーズR・ハワードC・アトリーP・フェリスJ・ロリンズP・バレルS・ビクトリーノJ・ワース（なし） |
| 7                  | 右                 | B・ゾブリスト      | 両                 | A・ソナンスタインD・ナバーロC・ペーニャ岩村明憲E・ロンゴリアJ・バートレットC・クロフォードB・アップトンB・ゾブリスト（なし） | 7                            | 三                           | P・フェリス                  | 右                           | J・ブラントンC・ルイーズR・ハワードC・アトリーP・フェリスJ・ロリンズP・バレルS・ビクトリーノJ・ワース（なし） |
| 8                  | 遊                 | J・バートレット    | 右                 | A・ソナンスタインD・ナバーロC・ペーニャ岩村明憲E・ロンゴリアJ・バートレットC・クロフォードB・アップトンB・ゾブリスト（なし） | 8                            | 捕                           | C・ルイーズ                  | 右                           | J・ブラントンC・ルイーズR・ハワードC・アトリーP・フェリスJ・ロリンズP・バレルS・ビクトリーノJ・ワース（なし） |
| 9                  | 投                 | A・ソナンスタイン  | 左                 | A・ソナンスタインD・ナバーロC・ペーニャ岩村明憲E・ロンゴリアJ・バートレットC・クロフォードB・アップトンB・ゾブリスト（なし） | 9                            | 投                           | J・ブラントン                | 右                           | J・ブラントンC・ルイーズR・ハワードC・アトリーP・フェリスJ・ロリンズP・バレルS・ビクトリーノJ・ワース（なし） |
| 先発投手           | 先発投手           | 先発投手           | 投球               | A・ソナンスタインD・ナバーロC・ペーニャ岩村明憲E・ロンゴリアJ・バートレットC・クロフォードB・アップトンB・ゾブリスト（なし） | 先発投手                     | 先発投手                     | 先発投手                     | 投球                         | J・ブラントンC・ルイーズR・ハワードC・アトリーP・フェリスJ・ロリンズP・バレルS・ビクトリーノJ・ワース（なし） |
| A・ソナンスタイン  | A・ソナンスタイン  | A・ソナンスタイン  | 右                 | A・ソナンスタインD・ナバーロC・ペーニャ岩村明憲E・ロンゴリアJ・バートレットC・クロフォードB・アップトンB・ゾブリスト（なし） | J・ブラントン                | J・ブラントン                | J・ブラントン                | 右                           | J・ブラントンC・ルイーズR・ハワードC・アトリーP・フェリスJ・ロリンズP・バレルS・ビクトリーノJ・ワース（なし） |

シチズンズ・バンク・パークがある一帯には、フィリーズ以外の北米4大プロスポーツリーグチームの本拠地施設も集まっている。この日、シチズンズ・バンク・パークで午後8時30分頃からシリーズ第4戦が始まるのに先立ち、駐車場を挟んで隣接するリンカーン・フィナンシャル・フィールドでは午後1時過ぎから、アメリカンフットボール・NFLのシーズン第8週としてアトランタ・ファルコンズとフィラデルフィア・イーグルスが対戦した。イーグルスの試合でファンはチームカラーである緑や白の服を着るが、この日はそれに加えてフィリーズの帽子をかぶるファンの姿があり、客席には赤も目立った。ファルコンズ新人QBのマット・ライアンはペンシルベニア州エクストン生まれ、フィラデルフィアのチャーター・スクール出身で、この日がNFL入り後初のフィラデルフィア遠征だった。ライアンはフィリーズのファンであるが、前日は試合に備えるため午後11時には就寝し、シリーズ第3戦のテレビ中継は途中までしか観られなかったという。試合はイーグルスが、前半終了間際の逆転以降は優位に進めていった。午後4時15分頃で試合時間が残り2分ほどのとき、シチズンズ・バンク・パークのブルペンではブレット・マイヤーズが投球練習をしていた。マイヤーズは「いつもならイーグルスのチャントが聞こえてくるのに、この日はフィリーズのチャントだった。『ファンは準備できてるぜ』って言ってもらったみたいで鳥肌が立ったね」という。イーグルスが27－14でファルコンズを下したあと、ヘッドコーチのアンディ・リードは記者の「この勝利であなたは通算100勝を達成しました。次の目標は？」との質問に「道路を渡ってワールドシリーズを観に行くぞ！」と答え、球場へ向かった。
前夜に続いてこの試合でも、フィリーズが初回裏に先制点を挙げる。先頭打者ジミー・ロリンズが二塁打で出塁し、2番ジェイソン・ワースの右飛でタッチアップして三塁へ進む。3番チェイス・アトリーは四球で、一死一・三塁となる。レイズ先発投手アンディ・ソナンスタインは制球に苦しみ、この3打席は全てボールカウントを2ボール0ストライクとしていた。4番ライアン・ハワードはゴロを放ち、ソナンスタインは捕球すると、三本間でロリンズを挟殺しようとした。ロリンズは三塁へ戻ろうとし、ソナンスタインは三塁手エバン・ロンゴリアへ送球した。ロンゴリアがロリンズの尻のあたりにタッチしてからロリンズが三塁に達したように見えたが、三塁塁審ティム・ウェルキーはロリンズの帰塁を認めて満塁となった。この判定についてMLB機構の担当者は翌日、ウェルキーが誤審を認めたと明かした。ソナンスタインは不運にも誤審の被害を受けたが、そもそも遊撃手ジェイソン・バートレットの守備位置や打者走者ハワードの足が早くないことを考えれば、二塁に送球していれば併殺が完成していた可能性が高く、彼の判断ミスが招いた結果ともいえる。満塁の場面で5番パット・バレルは四球を選び、押し出しでフィリーズが1点を先制した。ただ後続が凡退して追加点は奪えず、このイニングも得点圏では4打数無安打と、シリーズを通じての好機での弱さはまだ続いていた。
3回裏、先頭打者アトリーのゴロを二塁手・岩村明憲が弾き、失策でアトリーが出塁した。次打者ハワードの右前打でアトリーは三塁へ進み、フィリーズが再び得点圏の好機を迎えた。ここで5番バレルと6番シェーン・ビクトリーノは連続遊飛に倒れ、フィリーズの今シリーズ得点圏成績は39打数2安打となった。好機が潰えかけたが、7番ペドロ・フェリスは三遊間を破ってアトリーを還し、フィリーズが2点目を加えた。4回表、レイズは5番カール・クロフォードのソロ本塁打で1点ビハインドに戻した。しかしその裏、先頭打者ロリンズのゴロを岩村が後逸し、2イニング連続で失策によって無死一塁となった。この回は2番ワースの四球で一・二塁となると、一死後に4番ハワードが3点本塁打を放ち、フィリーズが点差を4点に広げた。レイズにとっては、岩村の2失策がいずれも失点に結びついた。岩村はこれについて、3回裏のは「慌てたかな。先発投手に悪いことしたと責任を感じています」、4回裏のは「考えすぎてしまった。エッジ（芝の切れ目）に来て、高いバウンドに備えてグラブを上げすぎた」と振り返った。5回表、9番ソナンスタインに打順がまわり、エリック・ヒンスキーが代打に送られた。レイズはこの日の試合前、クリフ・フロイドが右肩を痛めたことから、急遽フロイドに代えてヒンスキーをロースター入りさせていた。ヒンスキーはソロ本塁打で期待に応え、2－5とした。
フィリーズ先発投手ジョー・ブラントンは、2イニング連続で味方打線から援護点をもらった直後に失点していた。5回裏、自らの打撃で得点を奪う。二死無走者で打席に立つと、エドウィン・ジャクソンの速球を捉えてソロ本塁打とした。シリーズでの投手による本塁打は、1974年シリーズ第4戦でのケン・ホルツマンの一打以来、34年ぶり15本目である。この試合の両チームの先発ラインナップには、1974年時点で既に生まれていた選手はひとりもいなかった。ブラントンはこの本塁打について「目をつぶって目一杯振っただけ」と冗談めかした。その後の投球では6回表を無失点に封じたあと、7回表の先頭打者ベン・ゾブリストに四球を与えたところで降板した。ブラントンは投球について、捕手のカルロス・ルイーズが「配球を全部指示してくれて適切な位置でミットを構えてくれたから、こっちは機械みたいにただ投げ続けるだけでよかった」と話した。ブラントン降板後、フィリーズは4投手の継投で残りの3イニングを抑えた。フィリーズ打線は8回裏、2番ワースと4番ハワードがそれぞれ2点本塁打を放ち、得点を2桁に乗せた。ハワードは1試合で2本塁打・5打点を記録した。これを達成したのはシリーズ史上、1996年シリーズ第1戦のアンドリュー・ジョーンズ以来12年ぶり8人目である。こうしてフィリーズが10－2で勝利し、28年ぶりのシリーズ制覇に王手をかけた。

### 第5戦 10月27日〜29日
- シチズンズ・バンク・パーク（ペンシルベニア州フィラデルフィア）

|                              | 1 | 2 | 3 | 4 | 5 | 6 | 7 | 8 | 9 | R | H  | E |
| ---------------------------- | - | - | - | - | - | - | - | - | - | - | -- | - |
| タンパベイ・レイズ           | 0 | 0 | 0 | 1 | 0 | 1 | 1 | 0 | 0 | 3 | 10 | 0 |
| フィラデルフィア・フィリーズ | 2 | 0 | 0 | 0 | 0 | 1 | 1 | 0 | X | 4 | 8  | 1 |

1. 勝利：J.C.ロメロ（2勝）
2. セーブ：ブラッド・リッジ（2S）
3. 敗戦：J.P.ハウエル（2敗）
4. 本塁打
TB：ロッコ・バルデッリ1号ソロ
5. 審判
［球審］ジェフ・ケロッグ
［塁審］一塁: ティム・チダ、二塁: ティム・ウェルキー、三塁: カーウィン・ダンリー
［外審］左翼: フィールディン・カルブレス、右翼: トム・ハリオン
6. 試合開始時刻: 東部夏時間（UTC-4）午後8時30分  試合時間: 3時間28分  観客: 4万5940人  気温: 47°F（8.3°C）
詳細: MLB.com Gameday / ESPN.com / Baseball-Reference.com / Fangraphs

| タンパベイ・レイズ | タンパベイ・レイズ | タンパベイ・レイズ | タンパベイ・レイズ | タンパベイ・レイズ | フィラデルフィア・フィリーズ | フィラデルフィア・フィリーズ | フィラデルフィア・フィリーズ | フィラデルフィア・フィリーズ | フィラデルフィア・フィリーズ                                                                                |
| ------------------ | ------------------ | ------------------ | ------------------ | --- | ---------------------------- | ---------------------------- | ---------------------------- | ---------------------------- | --- |
| 打順               | 守備               | 選手               | 打席               | S・カズミアーD・ナバーロC・ペーニャ岩村明憲E・ロンゴリアJ・バートレットC・クロフォードB・アップトンR・バルデッリ（なし） | 打順                         | 守備                         | 選手                         | 打席                         | C・ハメルズC・ルイーズR・ハワードC・アトリーP・フェリスJ・ロリンズP・バレルS・ビクトリーノJ・ワース（なし） |
| 1                  | 二                 | 岩村明憲           | 左                 | S・カズミアーD・ナバーロC・ペーニャ岩村明憲E・ロンゴリアJ・バートレットC・クロフォードB・アップトンR・バルデッリ（なし） | 1                            | 遊                           | J・ロリンズ                  | 両                           | C・ハメルズC・ルイーズR・ハワードC・アトリーP・フェリスJ・ロリンズP・バレルS・ビクトリーノJ・ワース（なし） |
| 2                  | 左                 | C・クロフォード    | 左                 | S・カズミアーD・ナバーロC・ペーニャ岩村明憲E・ロンゴリアJ・バートレットC・クロフォードB・アップトンR・バルデッリ（なし） | 2                            | 右                           | J・ワース                    | 右                           | C・ハメルズC・ルイーズR・ハワードC・アトリーP・フェリスJ・ロリンズP・バレルS・ビクトリーノJ・ワース（なし） |
| 3                  | 中                 | B・アップトン      | 右                 | S・カズミアーD・ナバーロC・ペーニャ岩村明憲E・ロンゴリアJ・バートレットC・クロフォードB・アップトンR・バルデッリ（なし） | 3                            | 二                           | C・アトリー                  | 左                           | C・ハメルズC・ルイーズR・ハワードC・アトリーP・フェリスJ・ロリンズP・バレルS・ビクトリーノJ・ワース（なし） |
| 4                  | 一                 | C・ペーニャ        | 左                 | S・カズミアーD・ナバーロC・ペーニャ岩村明憲E・ロンゴリアJ・バートレットC・クロフォードB・アップトンR・バルデッリ（なし） | 4                            | 一                           | R・ハワード                  | 左                           | C・ハメルズC・ルイーズR・ハワードC・アトリーP・フェリスJ・ロリンズP・バレルS・ビクトリーノJ・ワース（なし） |
| 5                  | 三                 | E・ロンゴリア      | 右                 | S・カズミアーD・ナバーロC・ペーニャ岩村明憲E・ロンゴリアJ・バートレットC・クロフォードB・アップトンR・バルデッリ（なし） | 5                            | 左                           | P・バレル                    | 右                           | C・ハメルズC・ルイーズR・ハワードC・アトリーP・フェリスJ・ロリンズP・バレルS・ビクトリーノJ・ワース（なし） |
| 6                  | 捕                 | D・ナバーロ        | 両                 | S・カズミアーD・ナバーロC・ペーニャ岩村明憲E・ロンゴリアJ・バートレットC・クロフォードB・アップトンR・バルデッリ（なし） | 6                            | 中                           | S・ビクトリーノ              | 両                           | C・ハメルズC・ルイーズR・ハワードC・アトリーP・フェリスJ・ロリンズP・バレルS・ビクトリーノJ・ワース（なし） |
| 7                  | 右                 | R・バルデッリ      | 右                 | S・カズミアーD・ナバーロC・ペーニャ岩村明憲E・ロンゴリアJ・バートレットC・クロフォードB・アップトンR・バルデッリ（なし） | 7                            | 三                           | P・フェリス                  | 右                           | C・ハメルズC・ルイーズR・ハワードC・アトリーP・フェリスJ・ロリンズP・バレルS・ビクトリーノJ・ワース（なし） |
| 8                  | 遊                 | J・バートレット    | 右                 | S・カズミアーD・ナバーロC・ペーニャ岩村明憲E・ロンゴリアJ・バートレットC・クロフォードB・アップトンR・バルデッリ（なし） | 8                            | 捕                           | C・ルイーズ                  | 右                           | C・ハメルズC・ルイーズR・ハワードC・アトリーP・フェリスJ・ロリンズP・バレルS・ビクトリーノJ・ワース（なし） |
| 9                  | 投                 | S・カズミアー      | 左                 | S・カズミアーD・ナバーロC・ペーニャ岩村明憲E・ロンゴリアJ・バートレットC・クロフォードB・アップトンR・バルデッリ（なし） | 9                            | 投                           | C・ハメルズ                  | 左                           | C・ハメルズC・ルイーズR・ハワードC・アトリーP・フェリスJ・ロリンズP・バレルS・ビクトリーノJ・ワース（なし） |
| 先発投手           | 先発投手           | 先発投手           | 投球               | S・カズミアーD・ナバーロC・ペーニャ岩村明憲E・ロンゴリアJ・バートレットC・クロフォードB・アップトンR・バルデッリ（なし） | 先発投手                     | 先発投手                     | 先発投手                     | 投球                         | C・ハメルズC・ルイーズR・ハワードC・アトリーP・フェリスJ・ロリンズP・バレルS・ビクトリーノJ・ワース（なし） |
| S・カズミアー      | S・カズミアー      | S・カズミアー      | 左                 | S・カズミアーD・ナバーロC・ペーニャ岩村明憲E・ロンゴリアJ・バートレットC・クロフォードB・アップトンR・バルデッリ（なし） | C・ハメルズ                  | C・ハメルズ                  | C・ハメルズ                  | 左                           | C・ハメルズC・ルイーズR・ハワードC・アトリーP・フェリスJ・ロリンズP・バレルS・ビクトリーノJ・ワース（なし） |

27日

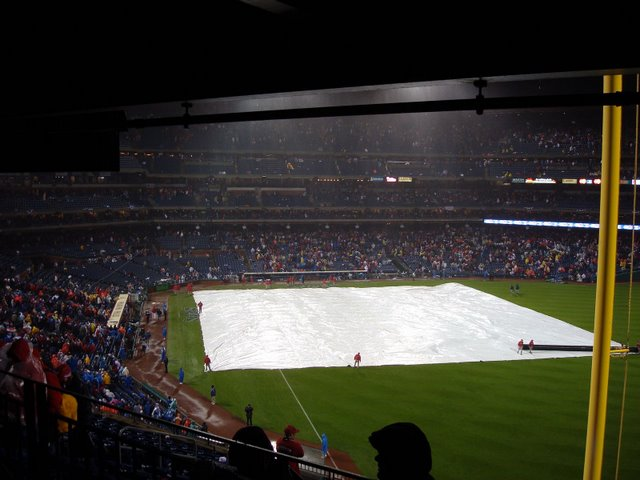
27日、6回表終了後に試合が中断し、シチズンズ・バンク・パークの内野に雨除けのタープが敷かれた。試合再開まではこのまま、2日後まで待つこととなる

この日、試合前の打撃練習時には既に雨が降り始めていた。しかしMLB機構コミッショナーのバド・セリグは、機構やフィリーズがそれぞれ契約している気象情報サービス計3社から「雨は降るにしても9イニング終了まで試合続行が可能な程度」との意見をもらい、第5戦の開催を決めた。またセリグは、両球団のGMや監督を集めて会合し、この試合は途中でコールドゲームとせず9イニングやり切ることで合意した。ただ、AccuWeatherの予報士ジョー・バスターディは自身のブログに、試合の順延を推奨する記事を開始2時間前に投稿していた。
先発投手は両チームとも第1戦と同じく、フィリーズがコール・ハメルズ、レイズがスコット・カズミアー。初回表、ハメルズはレイズ打線を三者凡退に封じる。その裏、カズミアーが制球を乱し、2四球と1死球で二死満塁の危機を招く。5番パット・バレルに四球を与えた打席では、球審ジェフ・ケロッグが際どい投球を2球連続でボールと判定し、カズミアーが苛立ちを露わにしたため、一塁手カルロス・ペーニャと捕手ディオナー・ナバーロがなだめに行くという場面もあった。ここで6番シェーン・ビクトリーノは、2ボール1ストライクからの4球目を左前へ運び、2走者を還す先制適時打とした。さらにフィリーズは、7番ペドロ・フェリスの左前打で再び満塁としたが、8番カルロス・ルイーズは左飛に倒れ、追加点は奪えなかった。カズミアーはこのイニングを乗り切ると、2回裏は二死から2番ジェイソン・ワースに左前打を許したものの無失点、3回裏は2奪三振で三者凡退に封じた。今ポストシーズンの過去4試合でカズミアーのイニング別防御率を見ると、初回が13.50なのに対し2回以降は2.04となっており、この日の序盤3イニングもそれを象徴するような展開だった。一方のハメルズは、レイズ打線1巡目の9打者中8人をアウトにし、最初の3イニングを無失点に抑えた。
試合前からの雨は降り止まず、時間が進むにつれて気温も下がっていった。レイズの救援左腕トレバー・ミラーは、もし自分がコミッショナーだったらどの時点で試合を止めていたかと問われ「4回までには」と答えている。その4回表、レイズは4番ペーニャが右翼フェンス直撃の二塁打を放つと、5番エバン・ロンゴリアが中前打でペーニャを生還させ、1点を返した。このふたりは、2回表に揃って凡退した時点で合わせて今シリーズ31打数無安打であり、4回表の一打がともに初安打だった。フィリーズはその裏、二死一塁から2四球で満塁とする。しかしカズミアーは3番チェイス・アトリーを二ゴロに打ち取り、追加点を阻止した。この攻撃で、ハメルズは一死一塁で打席に立つと犠牲バント失敗で走者となり、イニング終了まで雨に晒され続けたが、5回表は3人で終わらせた。ただ、寒さや雨がハメルズの投球に影響しなかったかといえばそうではなく、ボールが滑るためカーブは投げないようにし、決め球のチェンジアップも握りを変えていたという。レイズはカズミアーの打順で代打を送らず、5回裏も続投させた。だが先頭打者ライアン・ハワードから2者連続四球を与えたため、レイズはカズミアーを諦めてグラント・バルフォアに継投、後続を断って1点差を保った。
雨が強まるなかで、グラウンドキーパーは攻守交代のたびフィールドに砂を撒いて状態維持に努めた。それでも、6回表にはフィールドに水たまりが浮かんだ。この回、二死無走者から3番B.J.アップトンが出塁する。ゴロの打球を遊撃手ジミー・ロリンズが捕ったが、送球しようとしたところでボールが手につかず、内野安打となった。ハメルズは、雨が降っていなければロリンズはこの打球を普通に処理してアウトにしていたはずだと確信する。一塁走者アップトンに対しては、牽制を4球続けた。一塁手ハワードは「ボールを投げ返すとき、寒さで手の感覚がなかった。コールがどうやって投げたんだかわからない」という。度重なる牽制にもかかわらず、アップトンは初球に盗塁を仕掛けて成功させ、二塁へ進む。そしてペーニャの左前打で同点のホームを踏んだ。このあと5番ロンゴリアの中飛でイニングが終わると、内野に雨除けのタープが敷かれて試合が中断、そのまま30分後の午後11時10分にサスペンデッドゲームが宣告された。試合がサスペンデッドとなるのは、シリーズ史上初めてである。
後攻のフィリーズがリードして5回表が終わった時点で、試合は成立していた。それにもかかわらず雨が降り続けるなかで6回表も試合を続行したのは、コールドゲームでの優勝決定を避けるためにレイズが同点に追いつくのを待っていたのではないか、との疑念がフィリーズ一部選手の間で持ち上がった。試合前にセリグが両球団首脳らと協議して決めた「この試合は途中でコールドゲームとせず9イニングやり切る」という方針が、選手には伝わっていなかったようである。中断後の記者会見でセリグは、たとえ6回表に同点とはならなくても試合を中断していたと述べた。フィリーズでは監督のチャーリー・マニエルをはじめ、ロリンズやバレルらがノーコメントだった一方、ハメルズは「コールドゲームで優勝しても嬉しくないだろうね」と中断を支持した。ロンゴリアは、フィリーズが試合を優勢に進めていたことから「この決定を受け入れるのは彼らのほうが難しいんじゃないか」と相手の心情を推し量った。
セリグは、再開後の試合の舞台をドーム球場のトロピカーナ・フィールドへ移す可能性について「感謝祭（11月第4木曜日）まで待つことになってもここにいるよ」と否定した。これに慌てたのがレイズの遠征担当者だった。レイズは第5戦終了後に本拠地へ戻るつもりでいたため、この日の宿泊先を確保してなかったのである。担当者は市内だけでなく隣接するニュージャージー州も含めて、20以上のホテルに連絡をとったが、チームを受け入れられるほどの客室の空きはどこにもなかった。その後、車で35分ほどの位置にある、デラウェア州ウィルミントンのホテル・デュポンが候補に浮上した。担当者が電話をかけたところ、電話口の女性は事情を飲み込めず「冗談ですか？」と答えたため、担当者は「いえ、本気です。テレビをワールドシリーズ中継にしてください、私の言うことがわかりますから」と説得したという。このホテルに90部屋の余裕があったため受け入れが決まり、レイズは翌日午前1時頃、4台のチームバスで新しい宿舎に到着した。
28日
中断から一夜明けた28日、ペンシルベニア州や隣接するニュージャージー州、ニューヨーク州にまたがる範囲が冬の嵐に見舞われた。ウェザー・チャンネルの予報によれば、この日夜のフィラデルフィアは気温37°F〜44°F（2.8°C〜6.7°C）・降水確率50%・風速40mph（約17.9m/s）が見込まれていた。MLB機構はこの日の第5戦再開を諦め、翌29日へ順延した。この日は両チームとも練習を行わず、休養に充てて翌日の試合再開に備えた。
29日

29日は本来であれば、ドーム球場のトロピカーナ・フィールドで第6戦が開催される予定だった。この日、屋根なし球場のシチズンズ・バンク・パークでも試合の実施が可能な程度に天候が回復したため、第5戦は午後8時37分に再開されるとMLB機構が発表した。実際に試合が再開されたのは、そこから3分遅れの午後8時40分だった。この第5戦でレイズが勝った場合、第6戦は移動日を挟まずに翌30日、トロピカーナ・フィールドで開催される。
| タンパベイ・レイズ | タンパベイ・レイズ | タンパベイ・レイズ | タンパベイ・レイズ | タンパベイ・レイズ | フィラデルフィア・フィリーズ | フィラデルフィア・フィリーズ | フィラデルフィア・フィリーズ | フィラデルフィア・フィリーズ | フィラデルフィア・フィリーズ                                                                       |
| ------------------ | ------------------ | ------------------ | ------------------ | --- | ---------------------------- | ---------------------------- | ---------------------------- | ---------------------------- | -------------------------------------------------------------------------------------------------- |
| 打順               | 守備               | 選手               | 打席               | G・バルフォアD・ナバーロC・ペーニャ岩村明憲E・ロンゴリアJ・バートレットC・クロフォードB・アップトンR・バルデッリ（なし） | 打順                         | 守備                         | 選手                         | 打席                         | －C・ルイーズR・ハワードC・アトリーP・フェリスJ・ロリンズP・バレルS・ビクトリーノJ・ワース（なし） |
| 1                  | 二                 | 岩村明憲           | 左                 | G・バルフォアD・ナバーロC・ペーニャ岩村明憲E・ロンゴリアJ・バートレットC・クロフォードB・アップトンR・バルデッリ（なし） | 1                            | 遊                           | J・ロリンズ                  | 両                           | －C・ルイーズR・ハワードC・アトリーP・フェリスJ・ロリンズP・バレルS・ビクトリーノJ・ワース（なし） |
| 2                  | 左                 | C・クロフォード    | 左                 | G・バルフォアD・ナバーロC・ペーニャ岩村明憲E・ロンゴリアJ・バートレットC・クロフォードB・アップトンR・バルデッリ（なし） | 2                            | 右                           | J・ワース                    | 右                           | －C・ルイーズR・ハワードC・アトリーP・フェリスJ・ロリンズP・バレルS・ビクトリーノJ・ワース（なし） |
| 3                  | 中                 | B・アップトン      | 右                 | G・バルフォアD・ナバーロC・ペーニャ岩村明憲E・ロンゴリアJ・バートレットC・クロフォードB・アップトンR・バルデッリ（なし） | 3                            | 二                           | C・アトリー                  | 左                           | －C・ルイーズR・ハワードC・アトリーP・フェリスJ・ロリンズP・バレルS・ビクトリーノJ・ワース（なし） |
| 4                  | 一                 | C・ペーニャ        | 左                 | G・バルフォアD・ナバーロC・ペーニャ岩村明憲E・ロンゴリアJ・バートレットC・クロフォードB・アップトンR・バルデッリ（なし） | 4                            | 一                           | R・ハワード                  | 左                           | －C・ルイーズR・ハワードC・アトリーP・フェリスJ・ロリンズP・バレルS・ビクトリーノJ・ワース（なし） |
| 5                  | 三                 | E・ロンゴリア      | 右                 | G・バルフォアD・ナバーロC・ペーニャ岩村明憲E・ロンゴリアJ・バートレットC・クロフォードB・アップトンR・バルデッリ（なし） | 5                            | 左                           | P・バレル                    | 右                           | －C・ルイーズR・ハワードC・アトリーP・フェリスJ・ロリンズP・バレルS・ビクトリーノJ・ワース（なし） |
| 6                  | 捕                 | D・ナバーロ        | 両                 | G・バルフォアD・ナバーロC・ペーニャ岩村明憲E・ロンゴリアJ・バートレットC・クロフォードB・アップトンR・バルデッリ（なし） | 6                            | 中                           | S・ビクトリーノ              | 両                           | －C・ルイーズR・ハワードC・アトリーP・フェリスJ・ロリンズP・バレルS・ビクトリーノJ・ワース（なし） |
| 7                  | 右                 | R・バルデッリ      | 右                 | G・バルフォアD・ナバーロC・ペーニャ岩村明憲E・ロンゴリアJ・バートレットC・クロフォードB・アップトンR・バルデッリ（なし） | 7                            | 三                           | P・フェリス                  | 右                           | －C・ルイーズR・ハワードC・アトリーP・フェリスJ・ロリンズP・バレルS・ビクトリーノJ・ワース（なし） |
| 8                  | 遊                 | J・バートレット    | 右                 | G・バルフォアD・ナバーロC・ペーニャ岩村明憲E・ロンゴリアJ・バートレットC・クロフォードB・アップトンR・バルデッリ（なし） | 8                            | 捕                           | C・ルイーズ                  | 右                           | －C・ルイーズR・ハワードC・アトリーP・フェリスJ・ロリンズP・バレルS・ビクトリーノJ・ワース（なし） |
| 9                  | 投                 | G・バルフォア      | 右                 | G・バルフォアD・ナバーロC・ペーニャ岩村明憲E・ロンゴリアJ・バートレットC・クロフォードB・アップトンR・バルデッリ（なし） | 9                            | 打                           | G・ジェンキンス              | 左                           | －C・ルイーズR・ハワードC・アトリーP・フェリスJ・ロリンズP・バレルS・ビクトリーノJ・ワース（なし） |
| 投手               | 投手               | 投手               | 投球               | G・バルフォアD・ナバーロC・ペーニャ岩村明憲E・ロンゴリアJ・バートレットC・クロフォードB・アップトンR・バルデッリ（なし） | 投手                         | 投手                         | 投手                         | 投球                         | －C・ルイーズR・ハワードC・アトリーP・フェリスJ・ロリンズP・バレルS・ビクトリーノJ・ワース（なし） |
| G・バルフォア      | G・バルフォア      | G・バルフォア      | 右                 | G・バルフォアD・ナバーロC・ペーニャ岩村明憲E・ロンゴリアJ・バートレットC・クロフォードB・アップトンR・バルデッリ（なし） | －                           | －                           | －                           | －                           | －C・ルイーズR・ハワードC・アトリーP・フェリスJ・ロリンズP・バレルS・ビクトリーノJ・ワース（なし） |

6回裏、レイズは2番手投手グラント・バルフォアを中1日で続投させる。フィリーズ打線は9番・投手のコール・ハメルズから始まる打順で、ジェフ・ジェンキンスを代打に送った。先発投手のハメルズは2日前に75球を投じており、救援投手のバルフォアと違って中1日での続投は不可能だった。フィリーズGMのパット・ギリックは、2日前の中断時点で「ハメルズをここで下げるのは残念」と話していた。ジェンキンスはこの2日間、グレッグ・ダブスやマット・ステアーズらと誰が代打で出るのかずっと話し合っていたというが、監督のチャーリー・マニエルはバルフォアが速球を低めへ投げる傾向を把握し、その球が得意なジェンキンスを選んだ。ジェンキンスはフルカウントからの6球目、速球を捉えて右中間を破る二塁打で出塁する。次打者ジミー・ロリンズが初球に犠牲バントを決めて一死三塁としたあと、2番ジェイソン・ワースは二塁後方へフライを打ち上げた。二塁手・岩村明憲がこの打球を背走しながら追い、最後はバスケットキャッチを試みたもののこぼして、三塁走者ジェンキンスが勝ち越しのホームを踏んだ。ジェンキンスの安打は9月28日以来、得点は8月11日以来だった。
レイズは左腕J.P.ハウエルに継投して後続を断つと、7回表すぐに同点に戻す。フィリーズの2番手投手ライアン・マドソンから、7番ロッコ・バルデッリがソロ本塁打を放った。さらに次打者ジェイソン・バートレットが左前打で出塁すると、レイズは9番ハウエルに代打を出さず、犠牲バントをさせて二死二塁と勝ち越しの走者を得点圏へ進めた。左打者の1番・岩村を打席に迎え、フィリーズは右のマドソンから左のJ.C.ロメロへ継投した。岩村は2球目をゴロで二遊間へ弾き返す。二塁手チェイス・アトリーは、逆シングルでこの打球を捕った。このときアトリーは「一塁への送球は、うまく行ってもかなり際どいプレイになる」と判断していた。レイズ三塁コーチのトム・フォーリーは腕を回し、二塁走者バートレットに本塁突入を指示した。アトリーは一塁へ送球すると見せかけて腕を振ったままボールを手から離さず、すぐさま本塁へ送球した。送球はワンバウンドで捕手カルロス・ルイーズのミットに収まり、バートレットはファウルラインの内側へ回り込んで生還を狙ったもののルイーズのタッチをかわせず、3アウトとなった。アトリーの機転によりレイズの逆転が阻止され、同点のまま試合は7回裏へ進む。
その7回裏、フィリーズ打線は先頭の5番パット・バレルから右打者が4人続く。レイズは表の攻撃でハウエルに代打を出しておらず、この回ハウエルを続投させた。バレルら4人はいずれもこの年、対右投手より対左投手のほうが好成績を残していた。バレルは外角へのカーブを打ち返し、中堅フェンス最上部を直撃する二塁打とした。ハウエルは、バレルが体をやや本塁側に傾けて打席に立っていたことから、外角狙いに気付くべきだったと悔やむ。レイズはここでハウエルから右のチャド・ブラッドフォードに継投し、フィリーズもバレルの代走にエリック・ブラントレットを出した。6番シェーン・ビクトリーノはバントを失敗し2ストライクに追い込まれたものの、二ゴロでブラントレットを三塁へ進めた。そして7番ペドロ・フェリスが2球目を中前へ運び、三塁走者ブラントレットを還してフィリーズに勝ち越し点をもたらした。フェリスはこの一打を「野球人生で最高の瞬間」と振り返った。

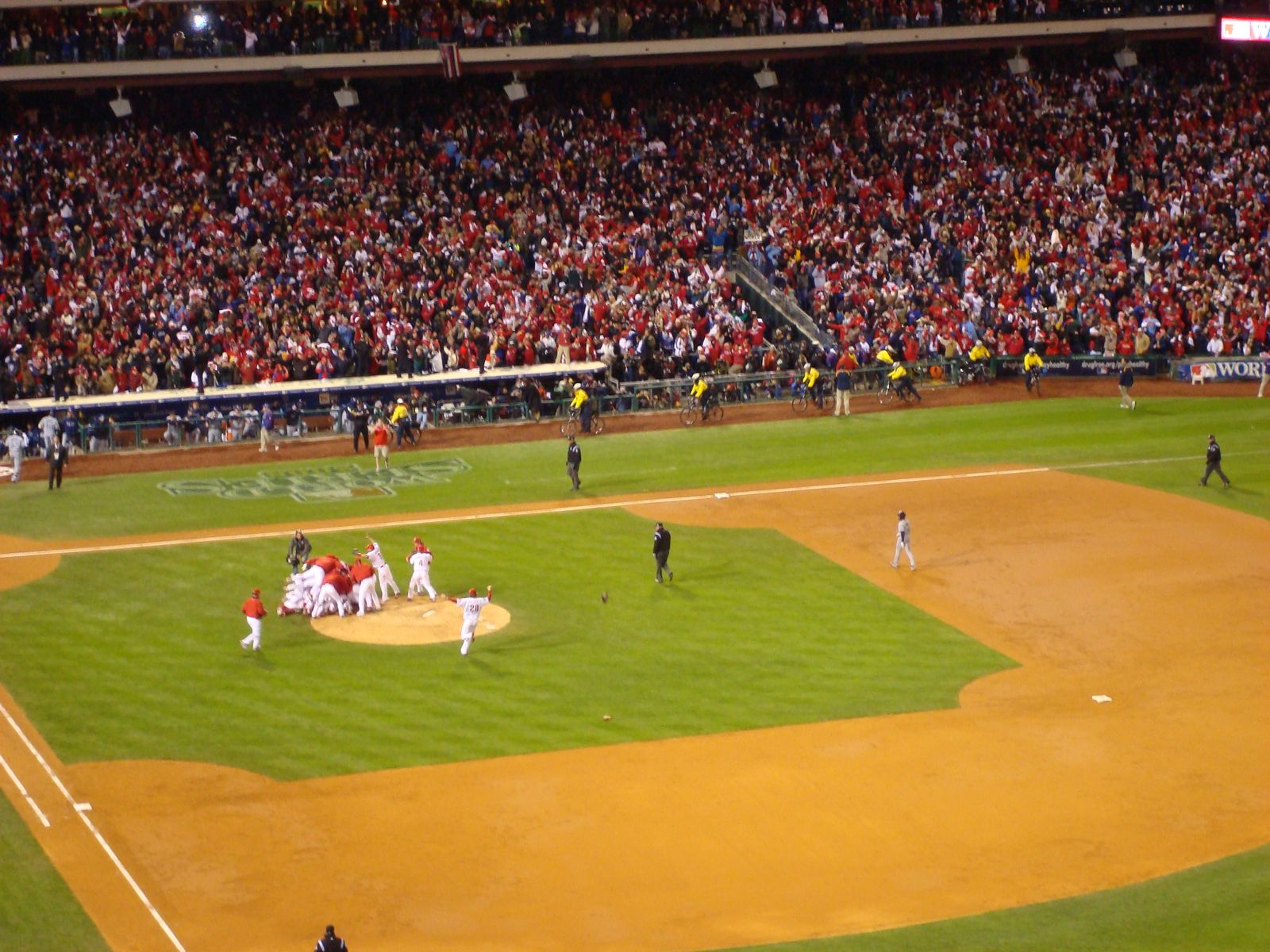
フィリーズの優勝が決定し、選手たちはマウンド付近で折り重なるように集まって喜んだ

8回表、フィリーズはロメロを続投させた。ロメロは先頭打者カール・クロフォードに中前打での出塁を許し、同点の走者を背負ったが、次打者B.J.アップトンを1球で遊ゴロ併殺に打ち取り、このイニングを3人で終わらせた。その裏、レイズはデビッド・プライスを登板させ、1点ビハインドを保った。9回表、フィリーズのマウンドには抑え投手ブラッド・リッジが立った。一死後に6番ディオナー・ナバーロが右前打で出塁し、ナバーロには代走フェルナンド・ペレスが、7番バルデッリには代打ベン・ゾブリストが送られた。ペレスは3球目に盗塁を決めて得点圏へ進む。その次の投球、内角低めへのスライダーをゾブリストが引っ張った。ゾブリストが「手応えは十分」という打球は、しかし右翼手ワースの正面へ飛んで二死目のライナーとなった。8番バートレットに代打エリック・ヒンスキーが出され、フィリーズのダグアウトからは投手コーチのリッチ・ダビーが出てきてリッジと話した。リッジは「ダビーに『最後にヒンスキーと対戦したのは数年前で、速球をフェンス直撃の当たりにされた。同じ失敗はしないよ』と話したんだけど、こんなにも論理的かつ冷静に物を言えたことに自分自身驚いた」という。リッジはスライダー一辺倒の攻めでヒンスキーを3球三振に仕留め、フィリーズが28年ぶり2度目の優勝を決めた。
シリーズMVPはハメルズが受賞した。ハメルズは今シリーズに先立つナショナルリーグ優勝決定戦でもシリーズMVPに選出されている。両シリーズMVPを同じ年に受賞するのは、ハメルズが11年ぶり史上5人目である。

## テレビ中継

### アメリカ合衆国
アメリカ合衆国におけるテレビ中継はFOXが放送した。実況はジョー・バックが、解説はティム・マッカーバーが、フィールドリポートはクリス・マイヤーズとケン・ローゼンタールが、それぞれ務めた。
全5試合の平均視聴率は8.4％と、2006年シリーズの10.1％を下回り歴代最低となった。今シリーズの視聴率については元々、ロサンゼルス・ドジャースやボストン・レッドソックスなどの人気球団が出場しないため、最低記録を更新するとの予測が開幕前から一部でなされていたが、実際にその通りになった。またこの数字は、6月にABCが中継したバスケットボール・NBAファイナルの視聴率（9.3％）より低かった。ワールドシリーズ中継の視聴率が同じ年のNBAファイナル中継を下回るのは、1998年以来10年ぶりだった。その一方でFOXにとっては、通常の番組編成よりは多くの視聴者を獲得できてもいる。FOXのプライムタイム週間平均視聴者数は、MLBポストシーズン中継が始まる直前の9月29日〜10月5日が645万人だったのに対し、シリーズ第5戦を含む10月27日〜11月2日は953万人だった。
10月25日、ケーブルテレビ配信会社コムキャストの設備に不具合が発生した。その結果、フィリーズの地元ペンシルベニア州フィラデルフィアやニュージャージー州サウス・ジャージーなどで、同社契約者のテレビが15分から25分程度映らなくなり、6回裏のチェイス・アトリーとライアン・ハワードによる連続本塁打を見逃したファンが続出した。コムキャストの通信部門長Beth Bachaは「契約者の皆様に対し、深くお詫び申し上げます。そのうちどれだけの方々がフィリーズ戦をご覧になっていたか承知しています」と謝罪した。
当初の日程通りに試合が行われ、かつ第5戦を終えてもシリーズに決着がついていなかった場合、第6戦は10月29日に予定されていた。この試合の開始予定時刻は、当初は午後8時20分だったが、のちに15分繰り下げられて8時35分になった。これは、第56回大統領選挙の投票日を6日後に控えるこの日、民主党候補者バラク・オバマ陣営がFOXの放送枠を午後8時から30分間買い取ったためである。第5戦がサスペンデッドゲームとなり、再開が29日に決まった際も、再開予定時刻は午後8時37分となった。オバマ陣営は同日・同時間帯の放送枠をFOX以外にも買い取っており、最終的に当日、インフォマーシャル番組American Stories, American Solutionsを同時放送したのは計7局にのぼった。共和党候補者ジョン・マケインは「私が大統領になったら、インフォマーシャル番組のためにワールドシリーズの開始を遅らせるなんてことはさせない」と批判した。

### 日本
日本での生中継の放送は、日本放送協会（NHK）の衛星放送チャンネル "衛星第1テレビジョン"（当時）で行われた。実況は竹林宏が、解説は伊東勤が、それぞれ務めた。伊東はシリーズ開幕前、アメリカンリーグ優勝決定戦でのレイズの勝ちぶりを「結束力もすごく高まったと思うんです。もう怖い物なしというかね」と評してレイズのワールドシリーズ制覇を予想していたが、結果は外れた。